# Gran intercambio americano

Ilustración del intercambio faunístico americano tras el surgimiento de Centroamérica. Las siluetas de los animales de origen sudamericano en verde y las de origen norteamericano en azul.

El Gran Intercambio Biótico Americano (GABI, por sus siglas en inglés) fue un importante evento paleozoogeográfico en el que la fauna terrestre y dulceacuícola emigró de América del Norte a través de Centroamérica hacia América del Sur y viceversa, como resultado del surgimiento del istmo de Panamá entre las mitades boreal y austral del actual continente americano, que hasta entonces constituían continentes separados. La migración culminó hace aproximadamente tres millones de años en el Piacenziense, en la segunda mitad del Plioceno. 
Este evento significó la interacción de la región biogeográfica Neotropical (América del Sur) y la Neártica (América del Norte) para formar definitivamente el conjunto biogeográfico de las Américas. El intercambio es visible a partir de la observación de la estratos geológicos y del atento estudio de la fauna de ambos subcontinentes. Su efecto es más importante sobre la distribución de los mamíferos, pero también dio una oportunidad única para expandirse a aves, artrópodos, reptiles, anfibios e incluso permitió la migración de peces de agua dulce entre ambos subcontinentes. 
El primero que sugirió el cierre de América Central en esta edad y por lo tanto la conexión entre América del Norte y América del Sur fue el paleontólogo estadounidense Henry Fairfield Osborn en el año 1910. Osborn propuso lo anterior basado en el registro fósil de mamíferos en América Central. La conclusión de Osborn sobre el cierre del Istmo de Panamá fue muy importante, porque proporcionó una de las bases para Alfred Wegener cuando propuso la teoría de la deriva continental en 1912. Los intercambios, como proceso biogeográfico, fueron advertidos por primera vez por Alfred Russel Wallace, el llamado padre de la biogeografía.
Intercambios similares ocurrieron a principios del Cenozoico cuando las masas de tierra anteriormente aisladas de la India y África entraron en contacto con Eurasia hace 50 y 30 millones de años, respectivamente.

## Fauna endémica sudamericana

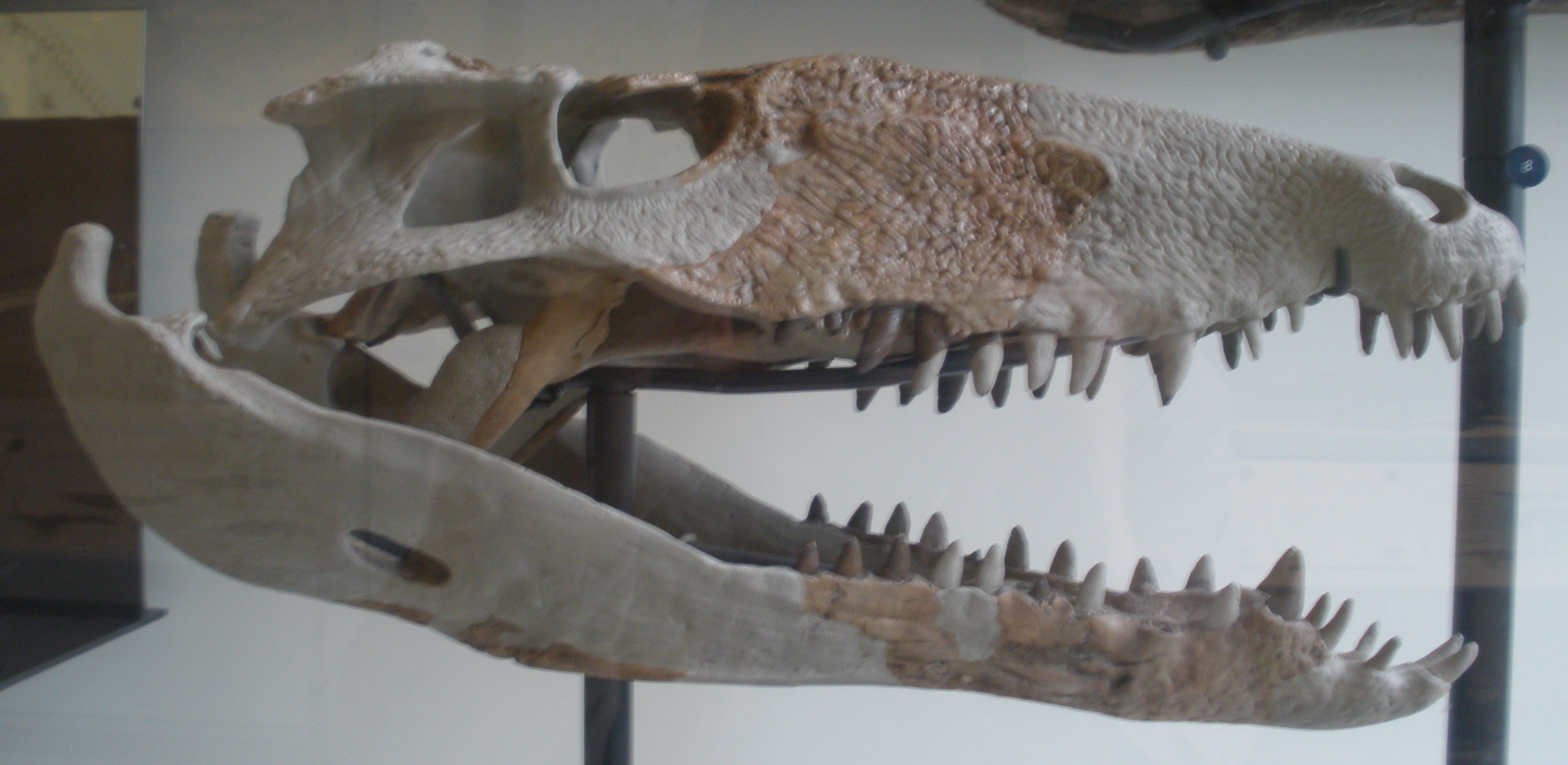
Los cocodrilos del grupo Sebecidae eran un antiguo grupo de arcosaurios que sobrevivieron en Sudamérica desde el final del Cretácico hasta el periodo Mioceno.

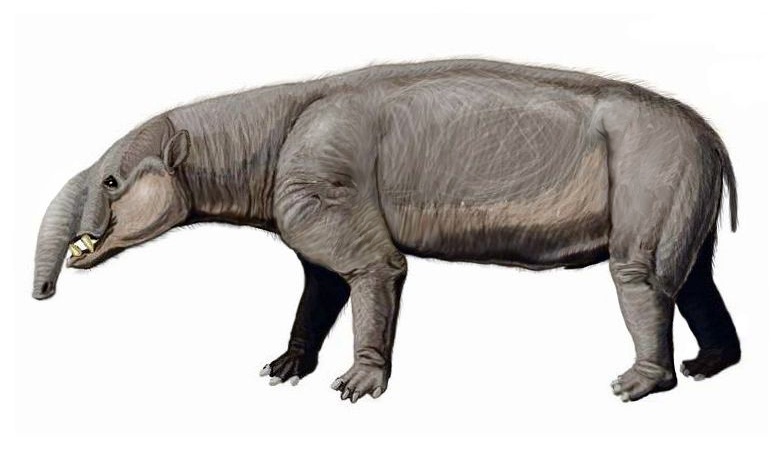
Astrapoterio
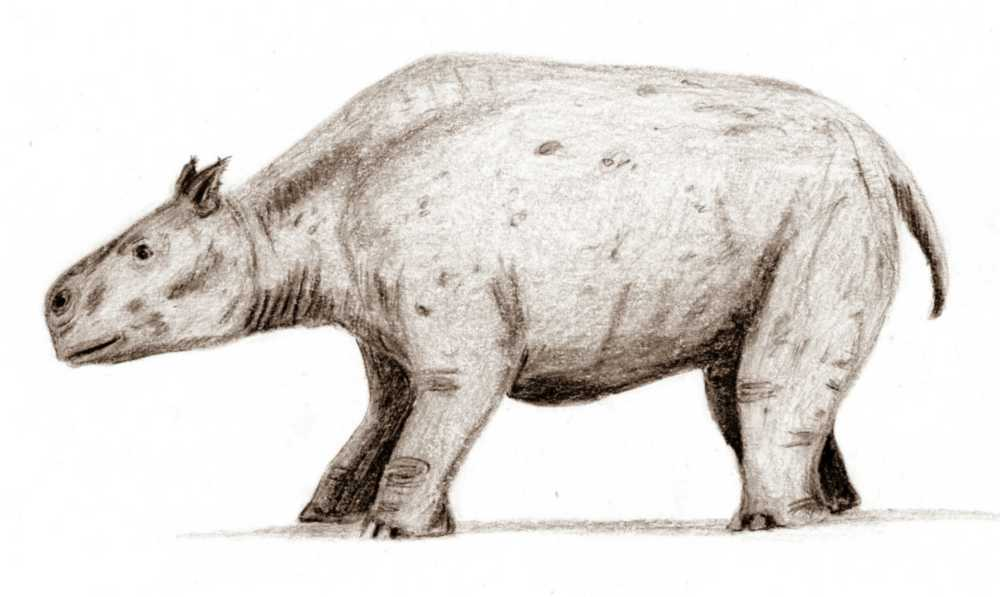
Toxodonte
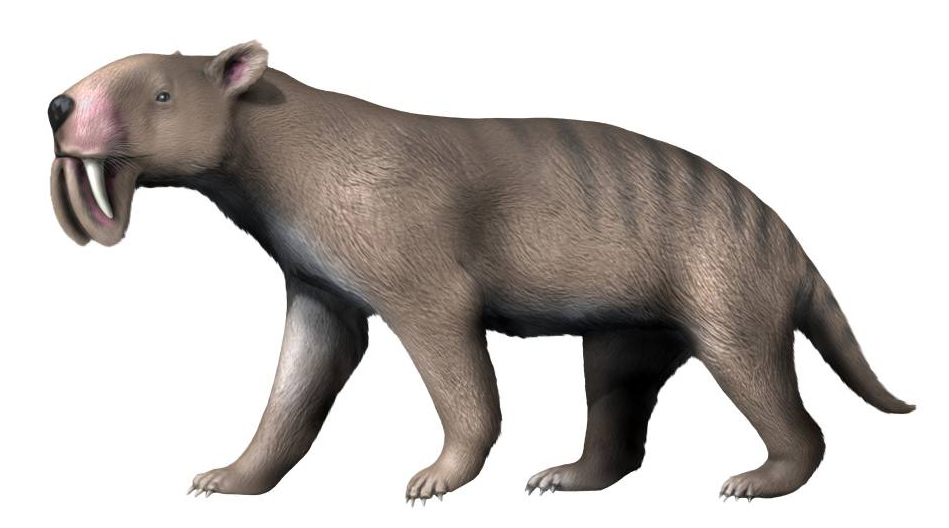
Thylacosmilus
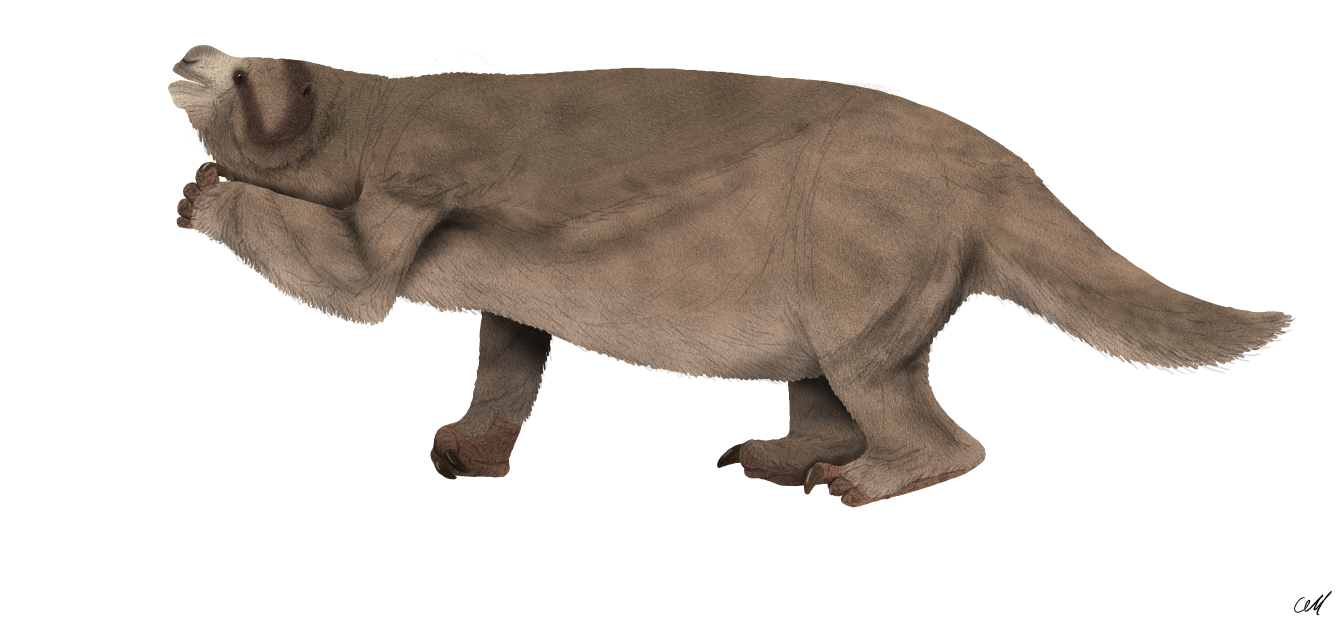
Megaterio

Después de que Sudamérica se escindió de Gondwana, la fauna de esta tierra evolucionó en un perfecto aislamiento, desarrollando una fauna totalmente diferente a la de otras partes del mundo. Siendo esto un caso similar al experimentado por la fauna del continente australiano.
Entre la fauna exclusiva del continente se hallaban metaterios (marsupiales y esparasodontos), xenartros y una gran variedad de ungulados nativos como notoungulados, litopternos, astrapoterios y piroterios.

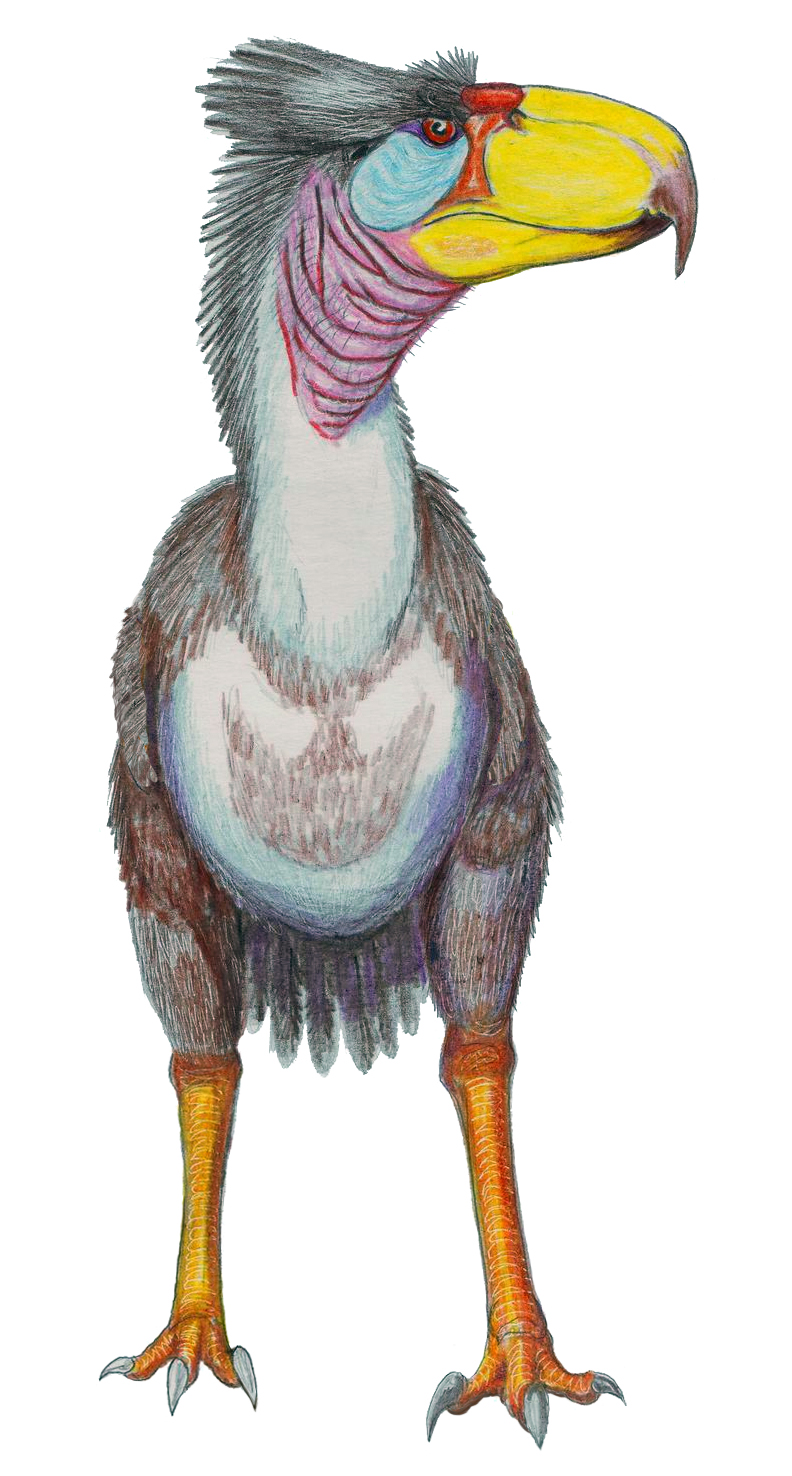
Las aves del terror fueron los principales depredadores terrestres de Sudamérica hasta el intercambio con Norteamérica.

Entre las formas más notables de meridiungulados de este periodo se encontraban Thoatherium, un animal de aspecto equino; Macrauchenia, un pacedor provisto de una probóscide similar a la de un tapir; Pachyrukhos, ser de aspecto leporino; Homalodotherium, de aspecto similar al extinto calicoterio; Trigodon con aspecto de rinoceronte, entre otros. 
Muchas de estas criaturas constituyen un importante caso de evolución paralela, ya que al no hallarse presentes otros mamíferos herbívoros en el continente, los meridiungulados hallaron una infinita variedad de posibilidades, lo que les permitió radiar en una gran variedad de especies cuya existencia ahora solo se halla atestiguada por sus fósiles. 
La fauna sudamericana de este periodo tenía especies que normalmente se asociarían con Australia más que con Sudamérica. Algunos de estos ejemplos incluyen grandes marsupiales y monotremas endémicos del orden de los ornitorrincos.

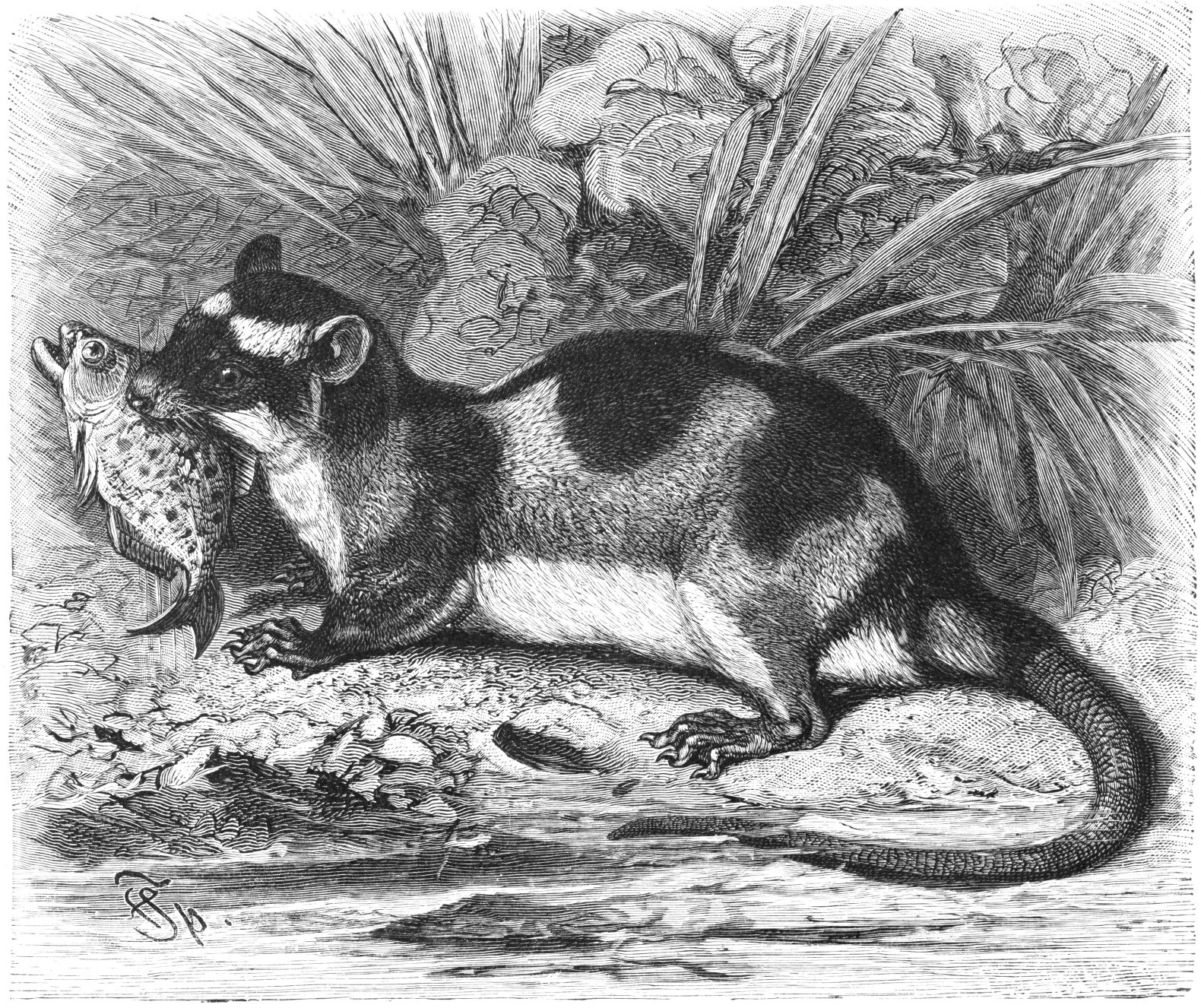
La diversidad de marsupiales sudamericanos es fruto de millones de años de aislamiento en este subcontinente y abarca desde animales como la marmosa, de aspecto ratonil, hasta el yapok, el único marsupial acuático.

El origen de estos animales puede rastrearse hasta el momento mismo de la separación del continente del resto de Gondwana; momento en el que comenzó el desarrollo independiente de las comunidades animales de Sudamérica. Al parecer los metaterios surgidos en Sudamérica viajaron todavía unidas las masa continentales meridionales, desde su cuna hasta Australia a través del continente antártico y viceversa a finales del periodo Cretácico; esta teoría se refuerza debido a los estudios realizados a diferentes marsupiales americanos, entre los que destaca el denominado monito del monte, el cual se cree pudiera estar más emparentado con los marsupiales australianos que con otros marsupiales americanos.
La diversidad de marsupiales sudamericanos abarcaba desde animales del orden de las zarigüeyas y otros grupos de tamaño reducido, hasta formas carnívoras de gran talla como los esparasodontes de los géneros Thylacosmilus y Borhyaena; aunque recientemente se ha puesto en duda la clasificación como marsupiales de los esparasodontos debido a recientes estudios de los fósiles de estos predadores.
Otro grupo importante de depredadores en la Sudamérica prehistórica fue el de las aves del terror. Estas aves de la familia Phorusrhacidae fueron otro caso de evolución paralela, ya que adoptaron formas y estilos de vida similares a los de aves como Gastornis que existió en Europa y en Norteamérica durante el Eoceno.
Estas aves pudieron evolucionar gracias a la relativa ineficiencia de los depredadores mamíferos nativos del continente, lo cual les permitió ocupar conjuntamente con ellos el nicho de máximos predadores.
Otros miembros de la fauna sudamericana fueron los xenartros, orden que en este periodo tuvo a algunos de sus máximos representantes, como los megaterios, los gliptodontes y los osos hormigueros gigantes.
También se encontraban entre la fauna del continente grandes reptiles como boas, y distintas especies endémicas de cocodrilos, como el Barinasuchus, un cocodrilo de la familia Sebecidae, el cual era endémico de este continente. Además de anfibios como cecilias y ranas de tipos diversos.

## Intercambios faunísticos previos con África

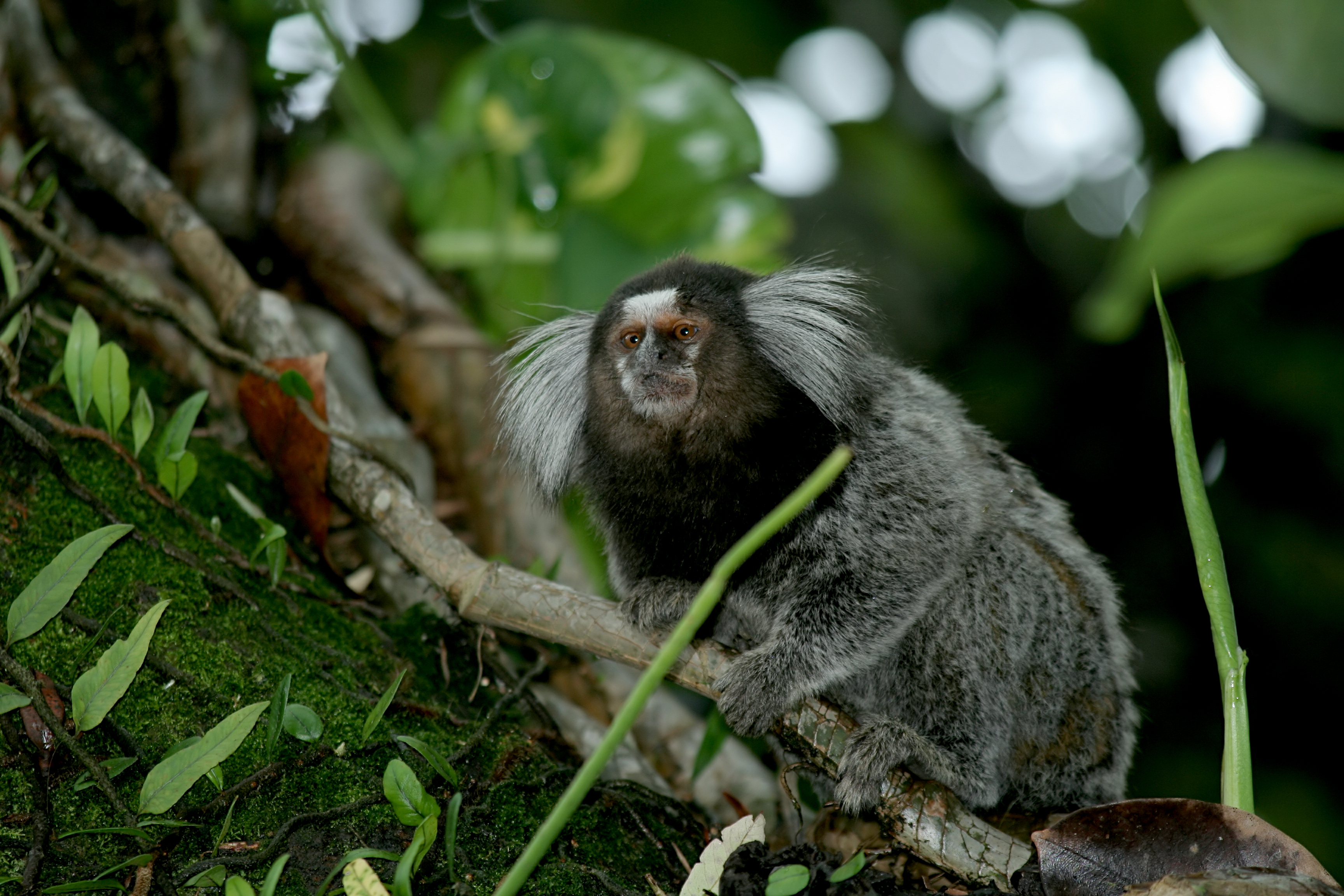
Los platirrinos o monos del Nuevo Mundo son los descendientes de una oleada de primates inmigrantes africanos acontecida a principios del periodo Oligoceno.

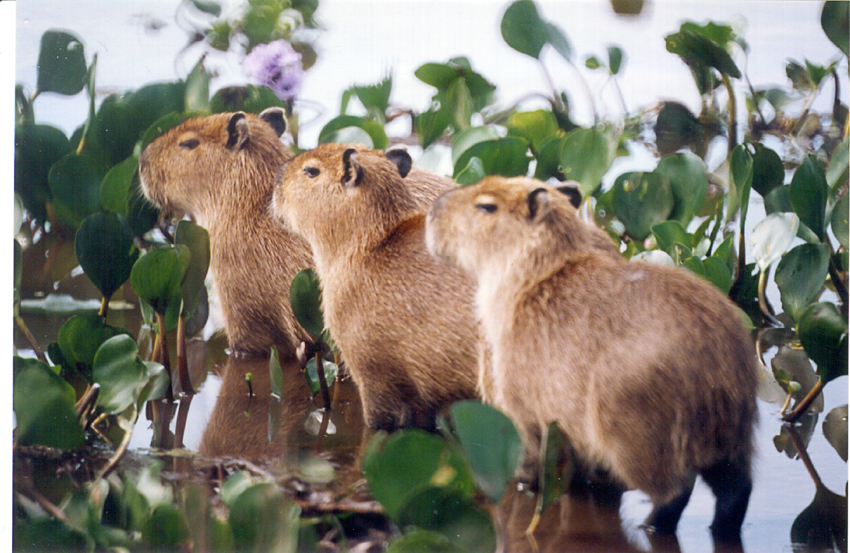
Los roedores ancestros de los capibaras y jutias llegaron desde África durante el final del periodo Eoceno.

Los primeros intercambios faunísticos que vivió Sudamérica acontecieron a finales del periodo Eoceno hace aproximadamente 31,5 millones de años, con la llegada de los ancestros de los roedores cávidos. La llegada de estos primeros inmigrantes de origen africano marcó el fin para muchos pequeños marsupiales sudamericanos, y sentó las bases para la evolución de los actuales capibaras, chinchillas, vizcachas y ursones.
Poco después, hace aproximadamente 25 millones de años, llegó una nueva oleada de inmigrantes; esta vez los principales inmigrantes fueron los ancestros de los monos americanos, los platirrinos. Estos pequeños primates llegaron a un continente con pocos animales arborícolas capaces de hacerles competencia; lo que derivó en un fructífero proceso de diversificación.
Estas migraciones fueron posibles gracias a la relativamente corta distancia existente entonces entre Sudamérica y la costa occidental de África, a la existencia del archipiélago de San Pedro y San Pablo que, por su ubicación, hicieron posible el salto entre continentes, y a la existencia de fuertes corrientes oceánicas en dirección oeste.
Poco después, todavía en el Oligoceno, llegaron nuevos inmigrantes. Los inmigrantes más destacados de esta oleada fueron las tortugas terrestres que, en un principio, se creyó habían venido de Norteamérica, pero recientes estudios de ADN han permitido demostrar que las tortugas terrestres sudamericanas y las tortugas gigantes de las islas Galápagos tienen un parentesco más cercano con las tortugas del género Kinixys, oriundo del centro de África que con las tortugas terrestres y dulceacuícolas de Norteamérica.

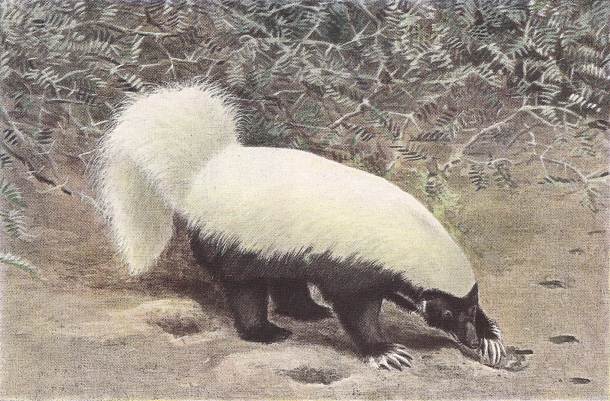
Las mofetas del género Conepatus alcanzaron Sudamérica utilizando un puente insular hace aproximadamente 7 millones de años.

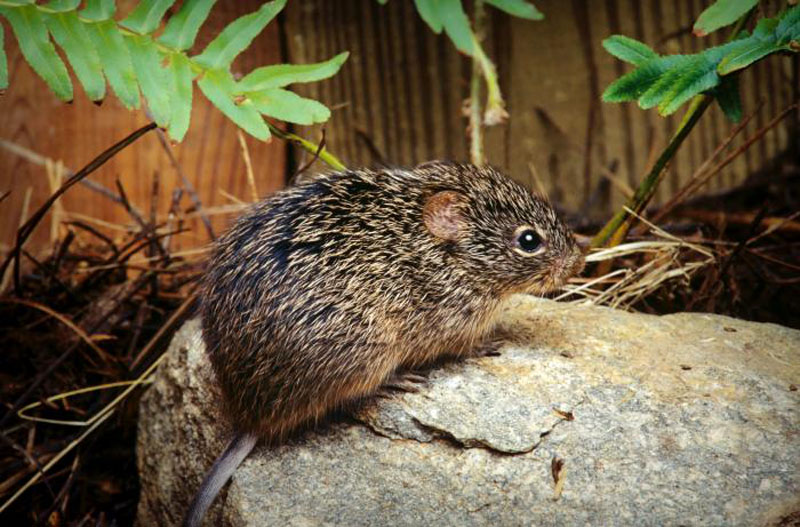
Los roedores de la subfamilia Sigmodontinae fueron algunos de los más exitosos inmigrantes norteamericanos, en la actualidad existen casi 70 géneros reconocidos de estos roedores en el continente.

## Primeros intercambios con Norteamérica
Los primeros intercambios con Norteamérica ocurrieron hace aproximadamente 9 millones de años; gracias a la creciente presencia de islas señalando el lecho marino que surgiría como América Central. 
Estos intercambios fueron posibles solo a partir de este periodo debido a la creciente cercanía de las islas en el mar al norte del entonces continente sudamericano, pero estas no eran las primeras islas en ocupar esta posición geográfica. Casi 70 millones años atrás las islas que actualmente son las Antillas Mayores pasaron por este estrecho marino en su migración al noreste.
Algunos de los primeros intercambios entre ambos continentes incluyeron a los primeros carnívoros verdaderos en pisar Sudamérica, los miembros de la familia de los prociones, que se diversificaron produciendo géneros como Cyonasua, con aspecto canino o Chapalmalania, cuyo aspecto semejaba el de un panda. Se ha sugerido que estos primeros inmigrantes pudieron haber tenido un efecto devastador sobre algunos animales nativos como los grandes cocodrilos del grupo Sebecia y varios géneros de aves de gran talla.
Otros inmigrantes boreales en utilizar las islas como puente fueron los roedores de la subfamilia Sigmodontinae, pecaríes y mofetas del género Conepatus.
 Este puente de islas también permitió el cruce de megaterios y aves del terror desde Sudamérica hacia Norteamérica y las modernas Antillas casi 2 millones años antes de la formación de Centroamérica.

## El gran intercambio

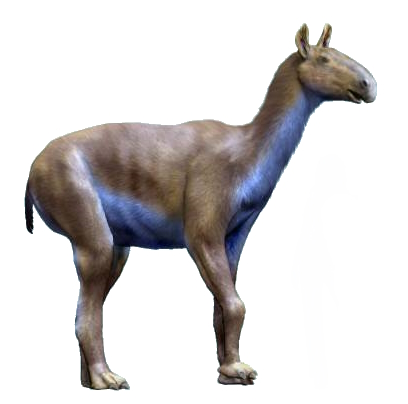
Macrauchenia

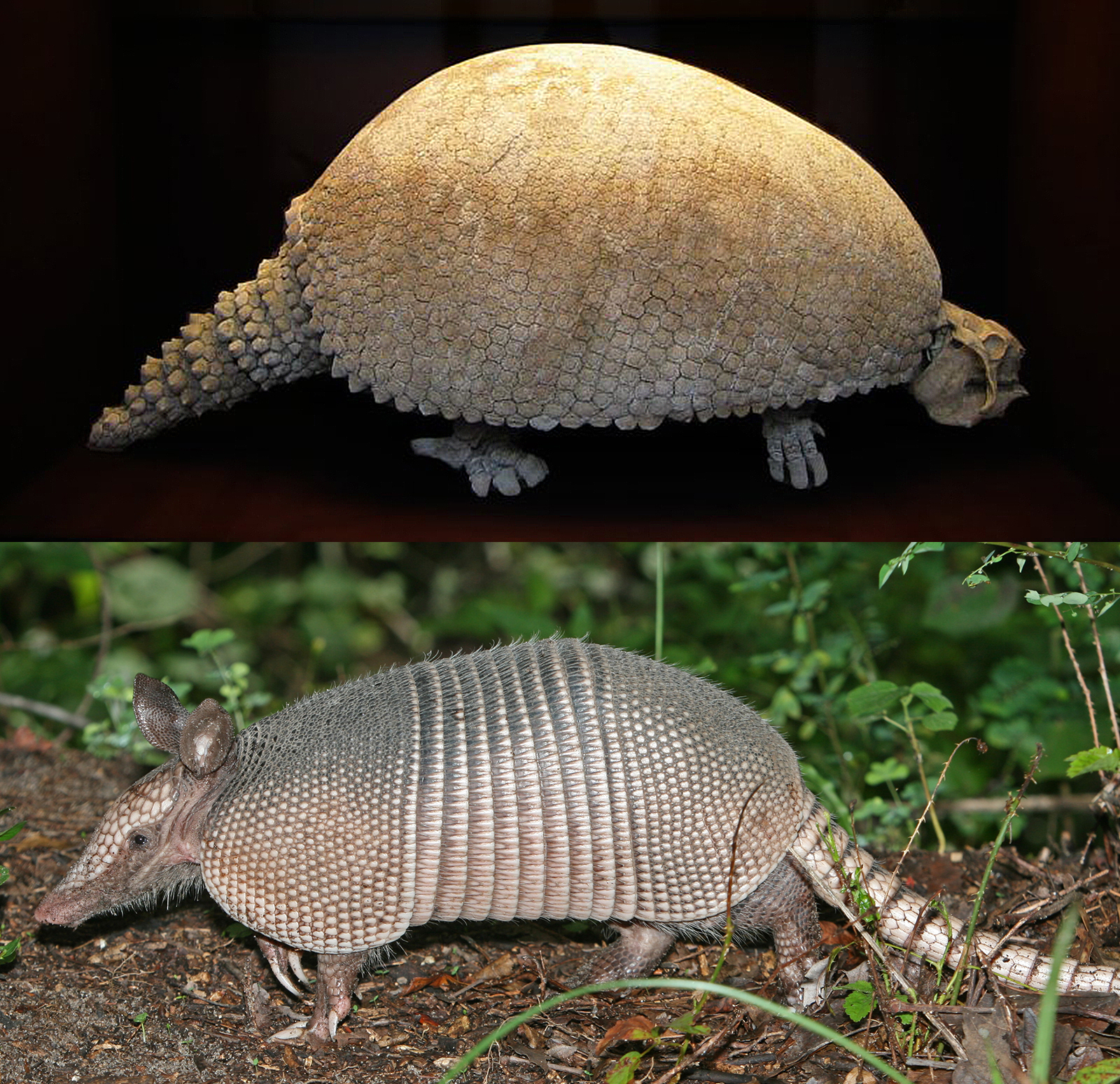
Los armadillos y sus parientes fueron una de las pocas familias de mamíferos sudamericanos en colonizar exitosamente Norteamérica.

La formación del istmo de Panamá llevó a la última y más notable etapa del intercambio, hace alrededor de 3 millones de años. Esto incluyó la inmigración desde América del Norte hacia América del Sur de los ungulados (incluidas las llamas, tapires, venados y caballos), proboscídeos (gonfotéridos), carnívoros (incluidos felinos como pumas y dientes de sable, cánidos, mustélidos, prociónidos y osos) y varios tipos de roedores. En sentido inverso, de América del Sur hacia América del Norte, emigraron seres como los perezosos terrestres, además de aves del terror, gliptodontes, pampaterios, capibaras y notoungulados como Mixotoxodon.
En general, la migración neta inicial fue bastante equitativa. Más tarde, sin embargo, las especies del Sur resultaron mucho menos exitosas que las del Norte. Este fenómeno aconteció en ambas direcciones ya que los animales que emigraron hacia el norte a menudo no eran capaces de competir por los recursos con las especies que ocupaban los mismos nichos ecológicos en América del Norte, y los que habían logrado establecerse no se diversificaron mucho; en cambio las especies que migraron al sur se establecieron en un número mayor y se diversificaron considerablemente más, y se cree que causaron la extinción de una gran parte de la fauna nativa de América del Sur (no hubo extinciones en América del Norte atribuibles a los inmigrantes de América del Sur en este periodo). Aunque las aves del terror fueron capaces de invadir América del Norte con éxito, este fue temporal ya que al final, todos los grandes depredadores marsupiales y aviarios sudamericanos desaparecieron. Los ungulados nativos de América del Sur no corrieron mejor suerte, ya que solo algunas de las formas más grandes como Macrauchenia y algunos toxodóntidos, pudieron resistir la embestida de los herbívoros norteamericanos. En cambio los marsupiales pequeños y algunos xenartros, en especial los miembros del orden Cingulata, al tener un nivel de especialización muy básico, lograron un buen nivel de competitividad frente a los roedores e insectívoros del Norte; lo que les valió su éxito y actual presencia en Norteamérica.
En cuanto a los descendientes de inmigrantes africanos, monos y roedores de gran talla, lograron un éxito relativo. Los platirrinos lograron expandirse con éxito hacia el norte compitiendo con los roedores arborícolas en los bosques de la recién formada Centroamérica; pero la ausencia de grandes áreas boscosas más al norte limitó su expansión a Centroamérica y México. Los grandes roedores lograron mantenerse en Sudamérica a pesar de la creciente competencia de los ungulados norteamericanos; pero algunos de sus principales miembros, como los grandes dinómidos, desaparecieron.
Otros inmigrantes fueron los anfibios y reptiles; que fluyeron en ambos sentidos a través del istmo de Panamá. Viniendo de Sudamérica animales como los caimanes, los bóidos, las cecilias y las ranas arborícolas; y del Norte emigraron animales como las salamandras y crótalos, entre otros.

### Expansión y radiación evolutiva tras el Gran intercambio

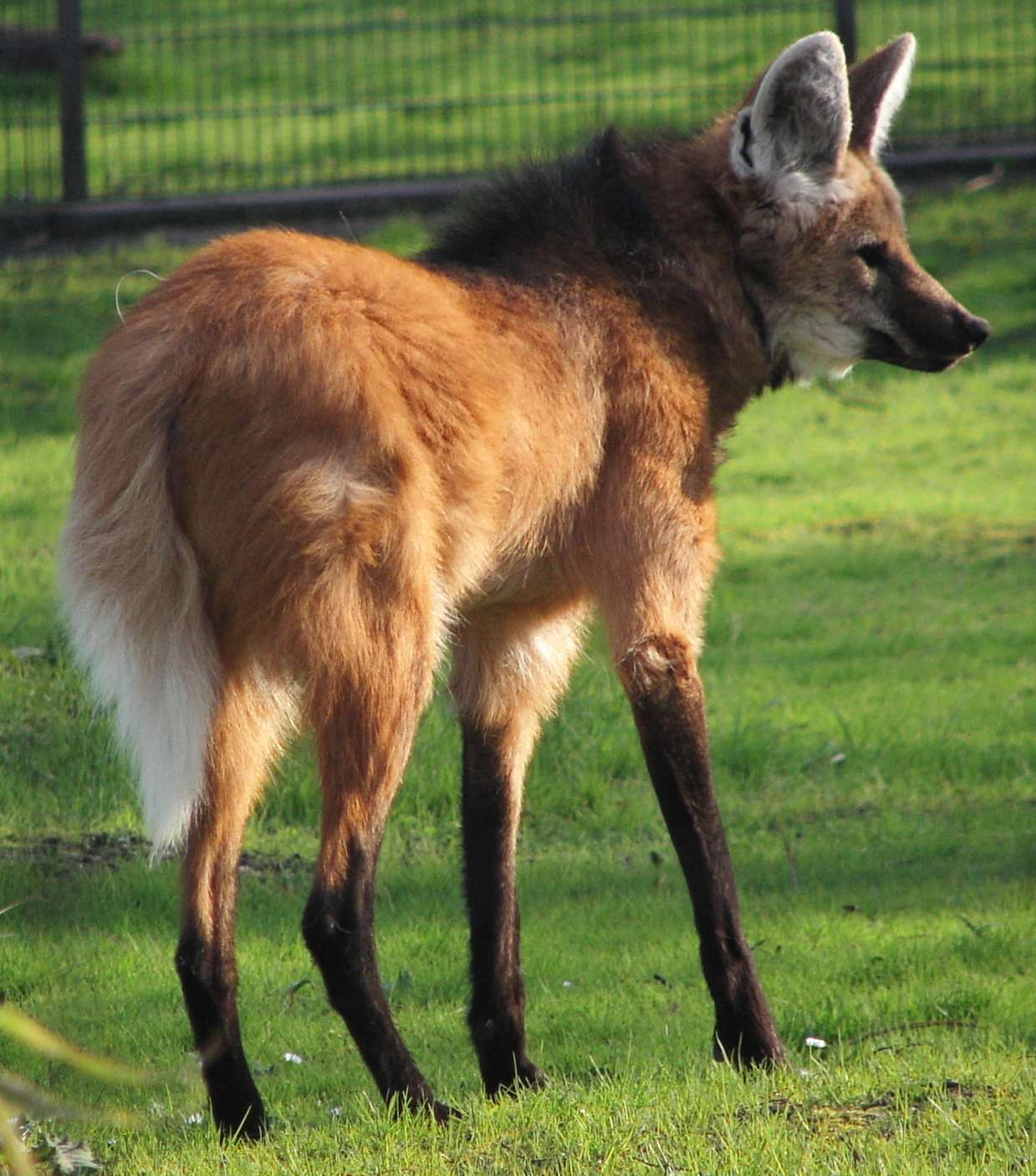
El aguará guazú es un ejemplo de la diversificación de los cánidos inmigrantes en Sudamérica tras el gran intercambio.

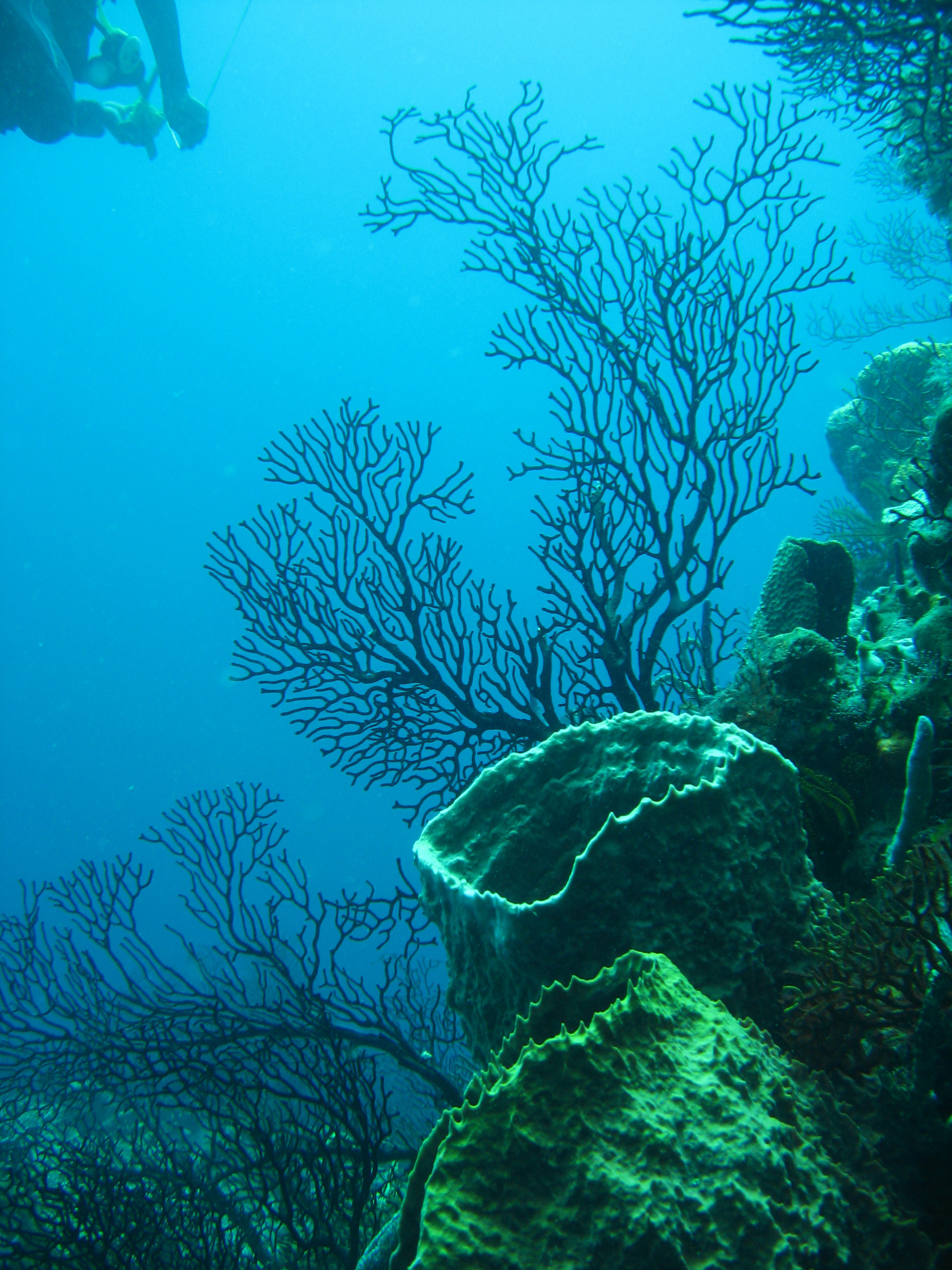
La biodiversidad del moderno mar Caribe es producto de poco más de 2 millones de años de aislamiento a consecuencia del surgimiento de Centroamérica.

La actual presencia de armadillos, zarigüeyas y ursones en Norteamérica es testamento de la ventaja que su baja especialización les otorgó en comparación de otros inmigrantes sudamericanos. Las zarigüeyas y los ursones son los más exitosos inmigrantes sureños en Norteamérica, siendo capaces de alcanzar Canadá y Alaska respectivamente. Otro grupo sureño con gran éxito en colonizar Norteamérica fue el de los roedores del orden Caviomorpha, en la actualidad existen 32 especies de roedores caviomorfos en América Central.
Los principales grupos de xenartros lograron colonizar exitosamente Norteamérica, como resultado de 7 grandes invasiones desde Sudamérica, y otras 6 desde Centroamérica. En cuanto a los grandes inmigrantes, los perezosos terrestres fueron un grupo realmente exitoso. El género Megalonyx llegó tan al norte como el Yukón y Alaska, y quizá hubieran alcanzado Eurasia, de no ser por la extinción acontecida a finales del último periodo glaciar.
Los inmigrantes norteamericanos en Sudamérica tuvieron un éxito mucho mayor, logrando en varios casos, como el de los roedores de la subfamilia Sigmodontinae, una gran diversificación. Un caso interesante es el de los cánidos, los cuales alcanzaron una gran diversidad en Sudamérica. A pesar de que el género Canis solo llega de forma natural hasta Panamá en la actualidad, Sudamérica tiene una mayor variedad de géneros de cánidos vivientes, que cualquier otro continente. También los cérvidos lograron un gran desarrollo con 6 géneros en el continente.

### Efecto del surgimiento del istmo de Panamá en la vida marina
Mientras que en tierra la diversidad de fauna y flora sufría los efectos de la conexión, en el mar, la biodiversidad sufrió un efecto contrario, denominado "Gran Cisma Americano", en el que la fauna del mar Caribe se vio aislada del ecosistema del Pacífico, lo cual provocó que ambas comunidades biológicas siguieran sendas evolutivas separadas. La fauna y flora acuáticas del Caribe evolucionaron para vivir en un medio mucho más pobre, privado del influjo de minerales y nutrientes del Pacífico.

## Motivos para el éxito y el fracaso

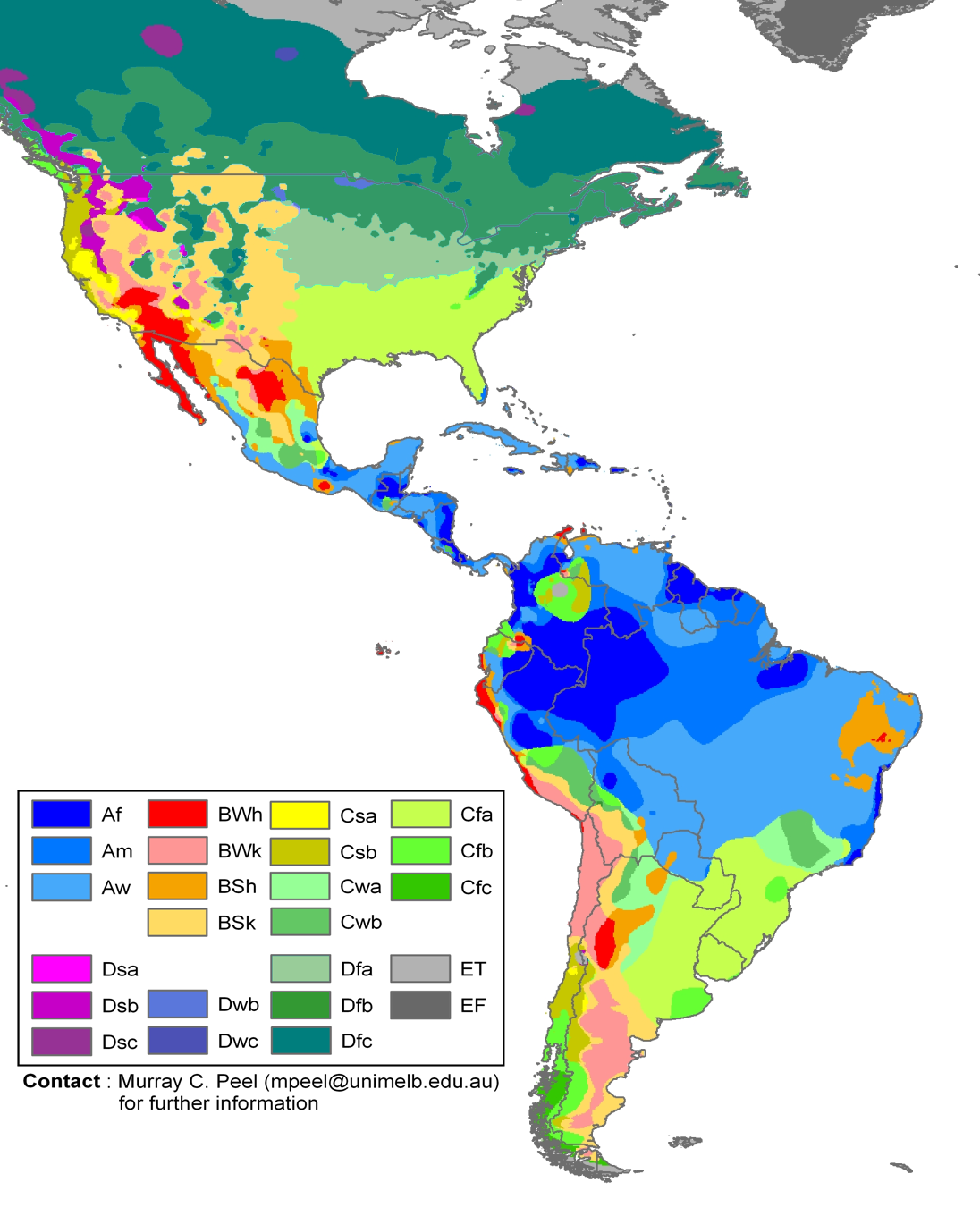
Mapa que muestra la asimetría ecológica de las Américas.

Hubo dos razones principales para el éxito de la migración norteamericana en Sudamérica y el fracaso de la oleada sudamericana en Norteamérica. 
La primera de estas razones fue el clima. Los emigrantes norteamericanos que alcanzaron el istmo de Panamá no requerían grandes adaptaciones para tolerar las condiciones tropicales que predominaban más al sur, por lo que tuvieron libre el camino para expandirse a su arbitrio por el continente; en cambio los emigrantes sudamericanos tuvieron que enfrentarse a cambios radicales de clima y vegetación, los cuales se hicieron especialmente notorios en el momento en que los inmigrantes sureños entraron a la región central de México, donde se levanta el Eje Neovolcánico, cuya altura crea condiciones más secas y frías que en el sur; por lo tanto la mayoría de los inmigrantes sudamericanos, adaptados a un clima tropical, no lograron atravesar esta barrera, quedando confinados a América Central. En cuanto a aquellos grupos que lo lograron, su variedad disminuyó a medida que iban más al norte debido a condiciones ambientales más secas y extremas, lo cual restringió en gran medida su éxito en el continente.
La segunda razón fue el desarrollo evolutivo de la fauna norteamericana, la cual se vio sometida a mayores presiones evolutivas durante la parte previa del Cenozoico. A diferencia de la fauna de Sudamérica, la fauna de Norteamérica tuvo que soportar constantes intercambios faunísticos previos con Eurasia vía Puente de Beringia, lo cual derivó en el surgimiento de un complejo faunístico resistente y adaptable al momento de la unión con Sudamérica.
Entre los principales inmigrantes norteamericanos venidos de Eurasia estaban los grandes felinos, como el león, especie que desarrollaría una subespecie endémica en el continente, y los primeros felinos dientes de sable norteamericanos. También de Eurasia llegaron los proboscídeos, los cuales al igual que los felinos dientes de sable, surgieron en África, y habían colonizado Eurasia tras él contacto de ambos continentes hace 30 millones de años.

### Resultados del Intercambio
Después del gran choque entre los dos complejos faunísticos americanos, la fauna del continente cambió radicalmente. Muchos géneros de animales desaparecieron y surgieron otros, los cuales constituyen la moderna fauna del continente americano. De las dos partes del continente la que más resintió los efectos del intercambio fue la América meridional, cuya fauna nativa fue casi totalmente extinguida por los invasores norteamericanos.

#### Competencia entre depredadores norteamericanos y sudamericanos
El triunfo de los carnívoros norteamericanos sobre los depredadores nativos de Sudamérica se debió principalmente al desarrollo evolutivo de los primeros, los cuales a lo largo de los anteriores 50 millones de años había sufrido una evolución más agitada y competitiva que sus contrapartes del sur.

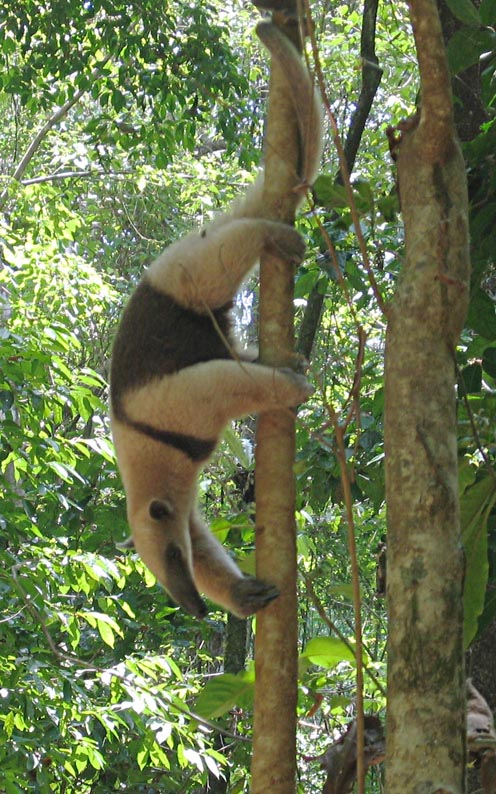
Las tamanduas tuvieron un éxito limitado al avanzar hacia el norte, ya que a diferencia de los armadillos y sus parientes, no lograron pasar de la región meridional de México.

Los constantes intercambios con Eurasia impusieron una fuerte presión evolutiva sobre la fauna norteamericana; y en el caso de los predadores, los expuso a constantes cambios de presa y de competencia frente a otras especies predadoras llegadas de occidente. Esto dio como resultado depredadores cosmopolitas, perfectamente adaptados a su papel en el entorno; con una inteligencia más desarrollada y una gran resistencia al cambio.
Estos seres fortalecidos por millones de años de presión evolutiva, no tuvieron dificultad en desplazar y eventualmente reemplazar a los depredadores sudamericanos, los cuales a diferencia de los invasores habían gozado de un medio relativamente estable durante el periodo previo al intercambio.

#### Competencia entre herbívoros sudamericanos y norteamericanos
Un caso similar aconteció con los herbívoros de ambos continentes. Los ungulados nativos del sur fueron totalmente reemplazados por los ungulados invasores en un lapso increíblemente corto, debido a razones similares a las que dieron el triunfo a los depredadores inmigrantes del norte.
A lo largo de los pasados millones de años, los herbívoros norteamericanos se vieron sometidos a constantes cambios de clima y vegetación, a la llegada de nuevos grupos herbívoros de Eurasia y al desarrollo y/o llegada de nuevos grupos depredadores en el continente.
Equinos, camélidos, tapires, pecaríes, ciervos y otros herbívoros del norte, son el resultado de millones de años de presión constante, lo que les otorgó una gran versatilidad, excelentes adaptaciones para cumplir con nicho ecológico, y una inteligencia relativamente superior a la de sus equivalentes meridionales.
Los herbívoros sudamericanos sucumbieron ante la competencia de estos invasores más evolucionados y ante los nuevos depredadores llegados con ellos. Estos factores aunados a la violencia con la ocurrieron los cambios, fueron demasiado para los herbívoros nativos; dando como resultado la extinción de los ungulados nativos y la reducción en la diversidad de especies de roedores grandes nativas del sur.

#### Insectívoros y fauna arborícola
Al entrar en contacto las zonas forestales de Norteamérica meridional y Sudamérica septentrional, también entraron en contacto animales como las ardillas y prociones arborícolas del norte, y los monos, marsupiales pequeños, loros y otras aves nativas del sur, lo cual provocó un nuevo fenómeno de competencia entre dos conjuntos faunísticos perfectamente adaptados a la vida en los bosques.
En este intercambio hubo resultados menos dramáticos que en los intercambios de animales mayores, ya que los norteños lograron triunfar en el sur, y los sureños lograron colonizar exitosamente cada zona de bosque cálido y templado que lograron alcanzar, con excepción de los monos, que se vieron confinados a las áreas selváticas al sur del Eje Neovolcánico mexicano.
Otro efecto de este evento fue el contacto entre los principales grupos de insectívoros de ambas masas terrestres, musarañas y roedores del norte, y los xenartros insectívoros del sur. 
Este intercambio es particularmente interesante, ya que al igual que los inmigrantes norteños tuvieron éxito en el norte de Sudamérica, los inmigrantes sureños tuvieron un gran éxito en colonizar Norteamérica, en particular los miembros del orden Cingulata (armadillos y parientes).

## La extinción de la megafauna americana

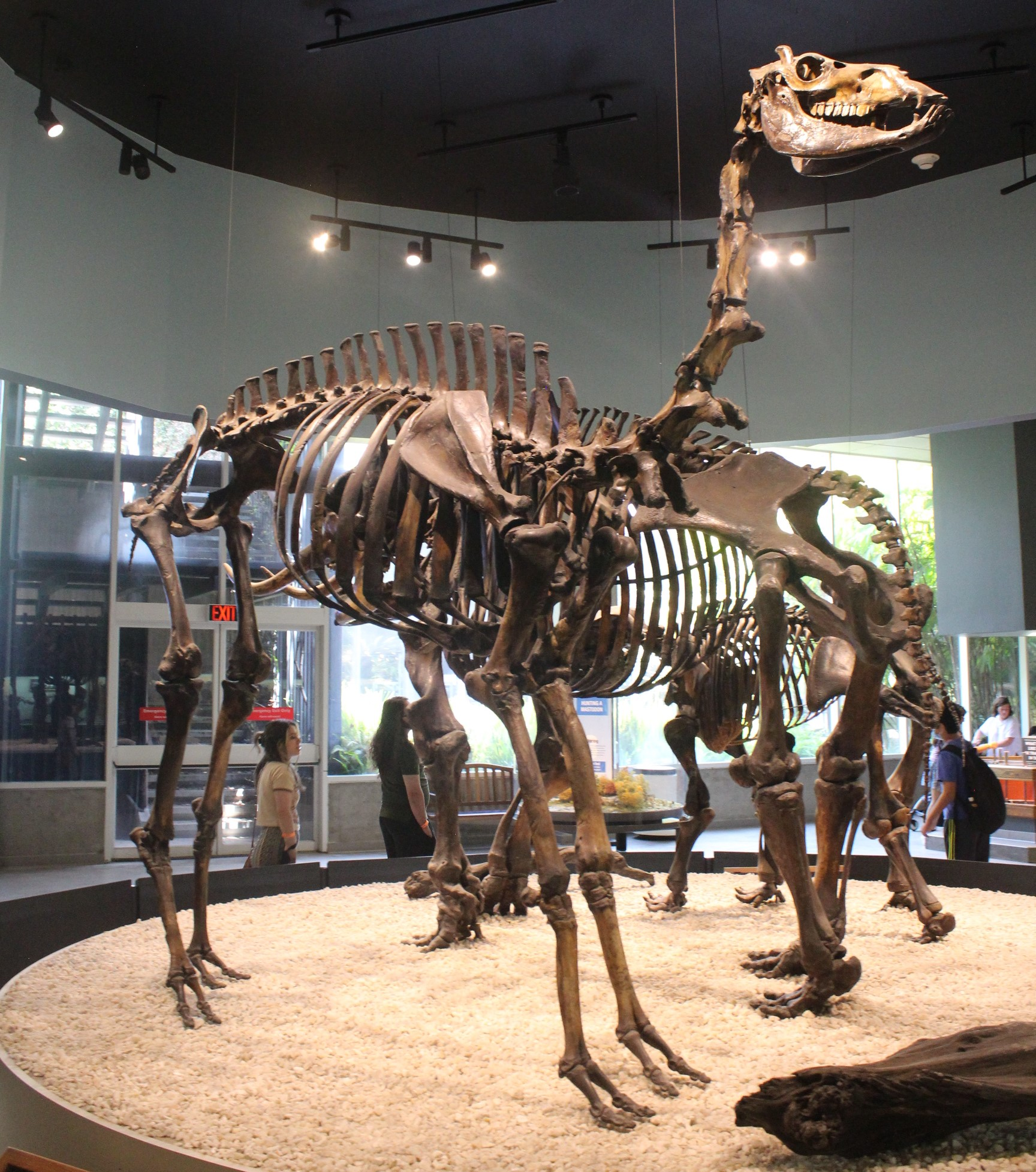
Los camélidos del género Camelops nativos de Norteamérica, víctimas de la extinción al final del último periodo glaciar.

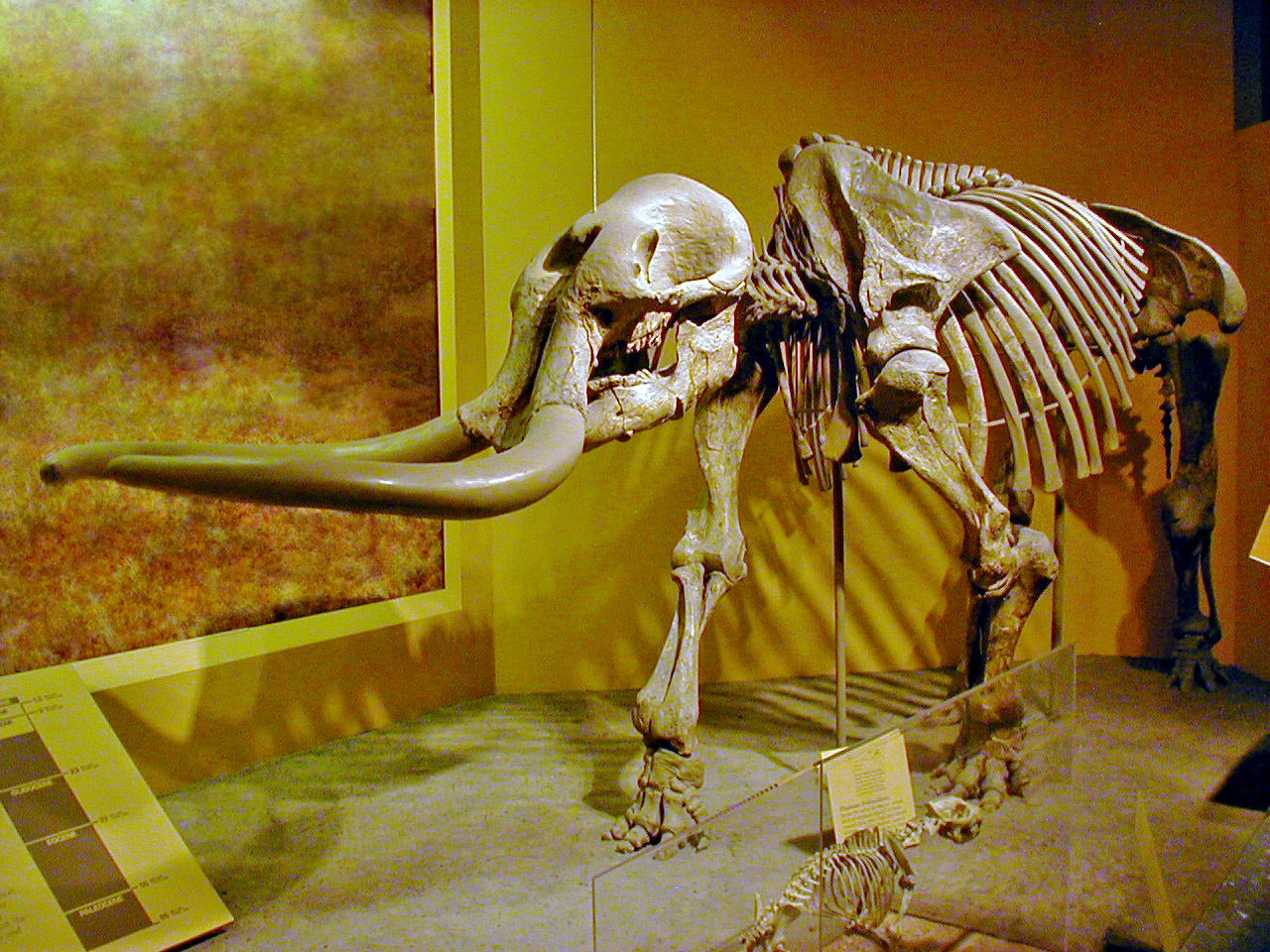
Stegomastodonte
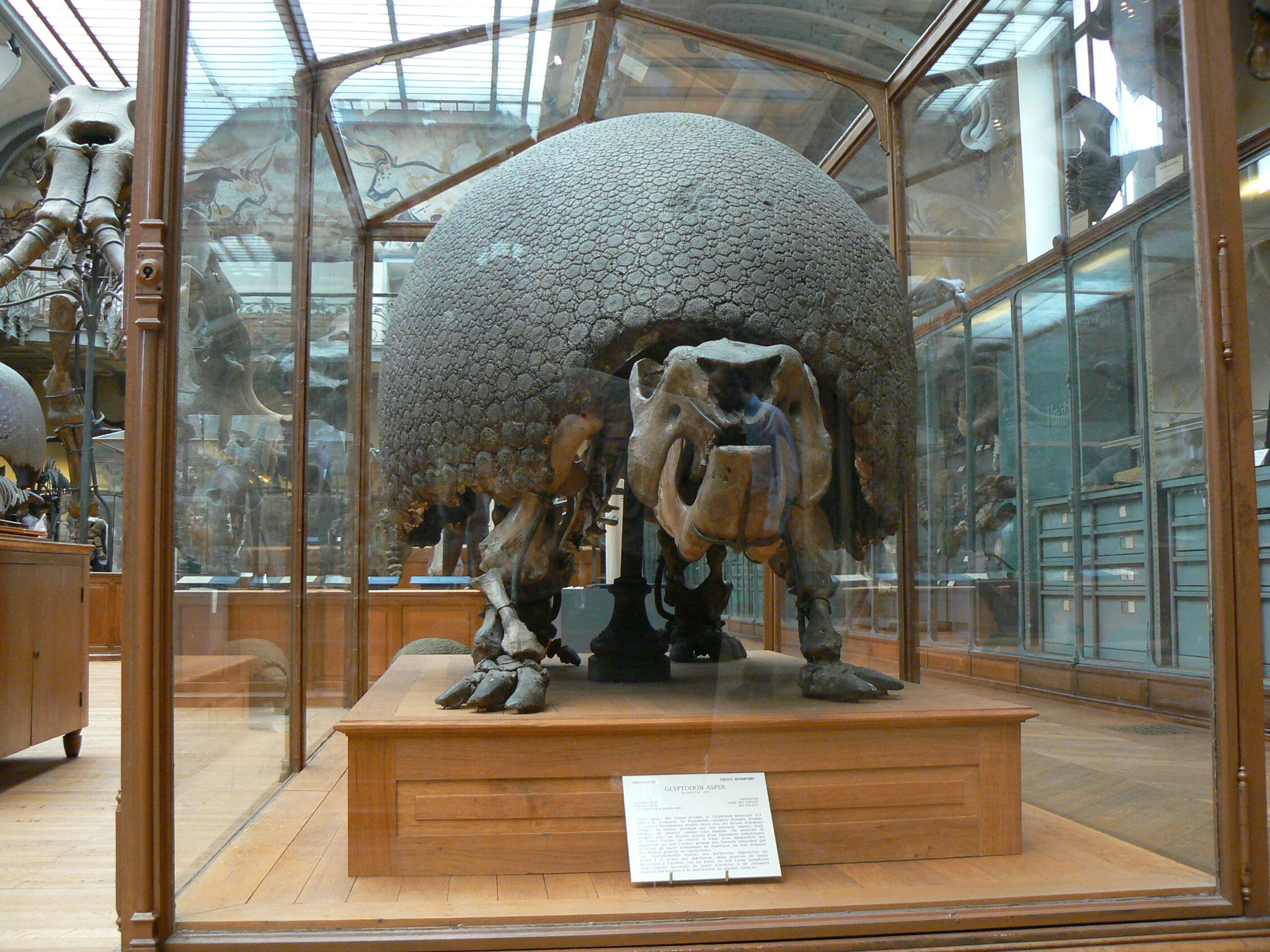
Gliptodonte
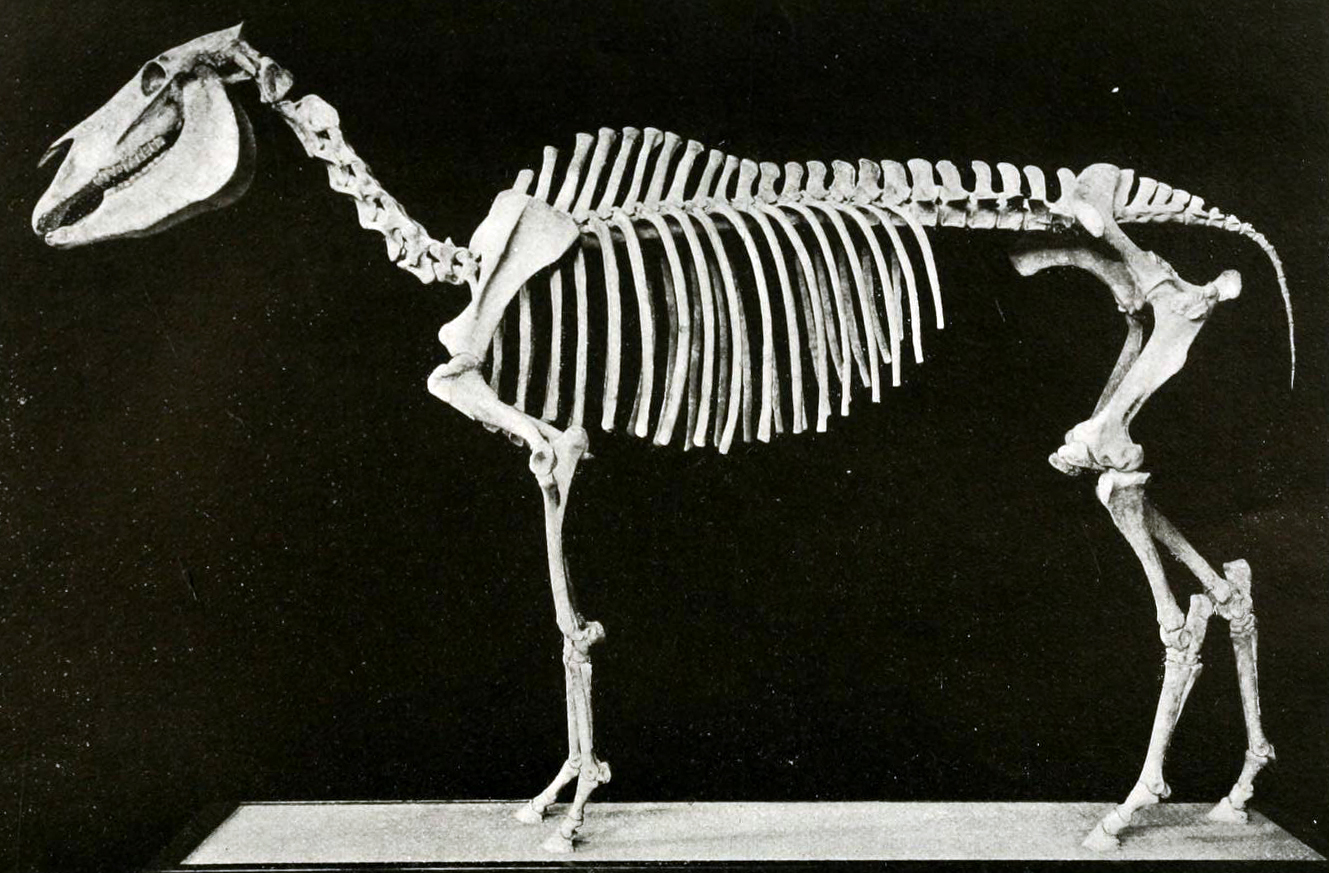
Caballo de Scott
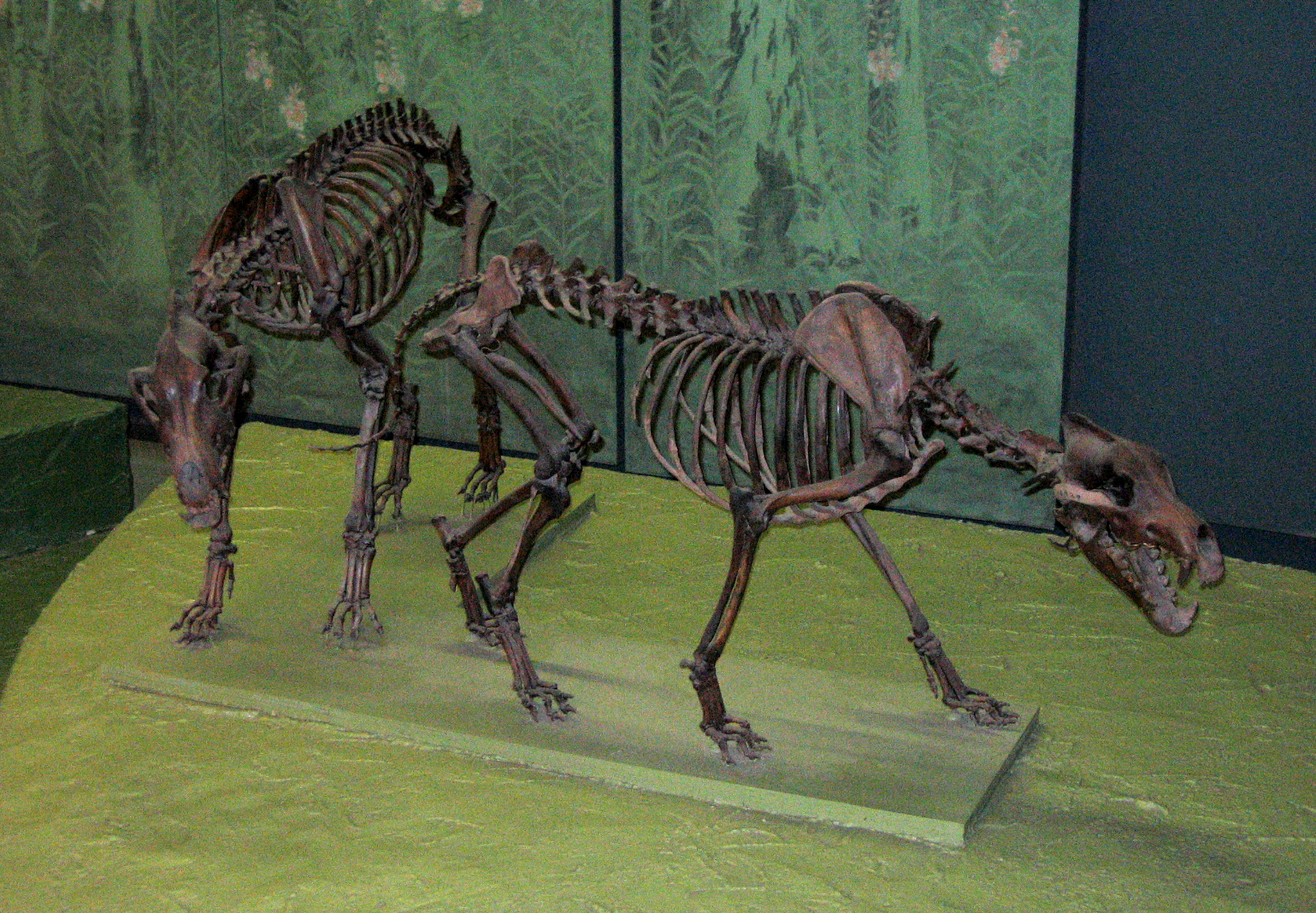
Lobo gigante

Al final de periodo Pleistoceno, hace aproximadamente 12 000 años, ocurrieron de forma casi contemporánea, tres eventos que modificarían dramáticamente la ecología del continente americano. Dichos eventos fueron, la llegada del hombre al continente, el final del último periodo glaciar y la extinción de gran parte de la megafauna de Norte y Sudamérica.

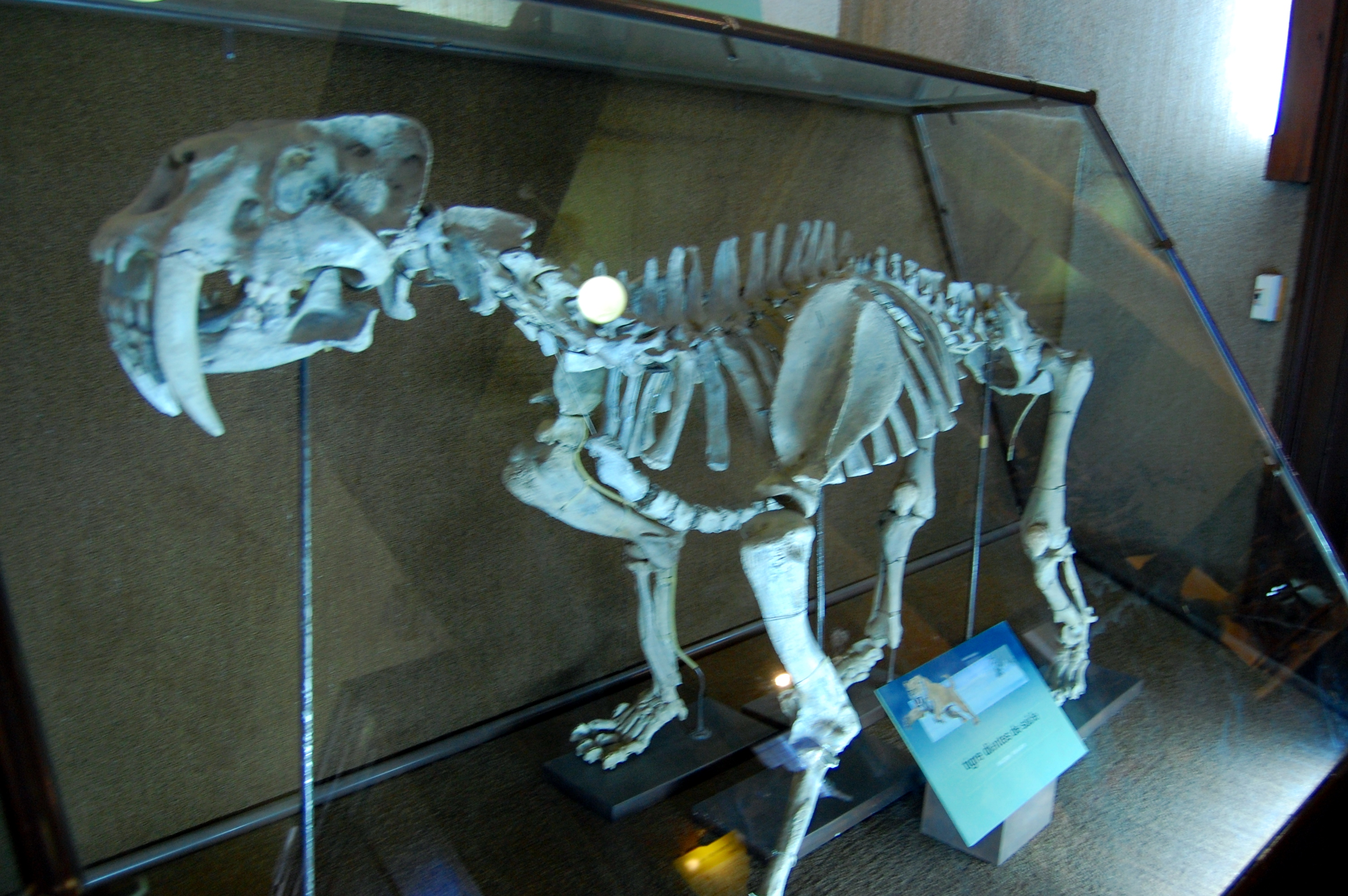
Los felinos dientes de sable, inmigrantes en el sur, nativos de Norteamérica son una de las víctimas más notables de esta extinción.

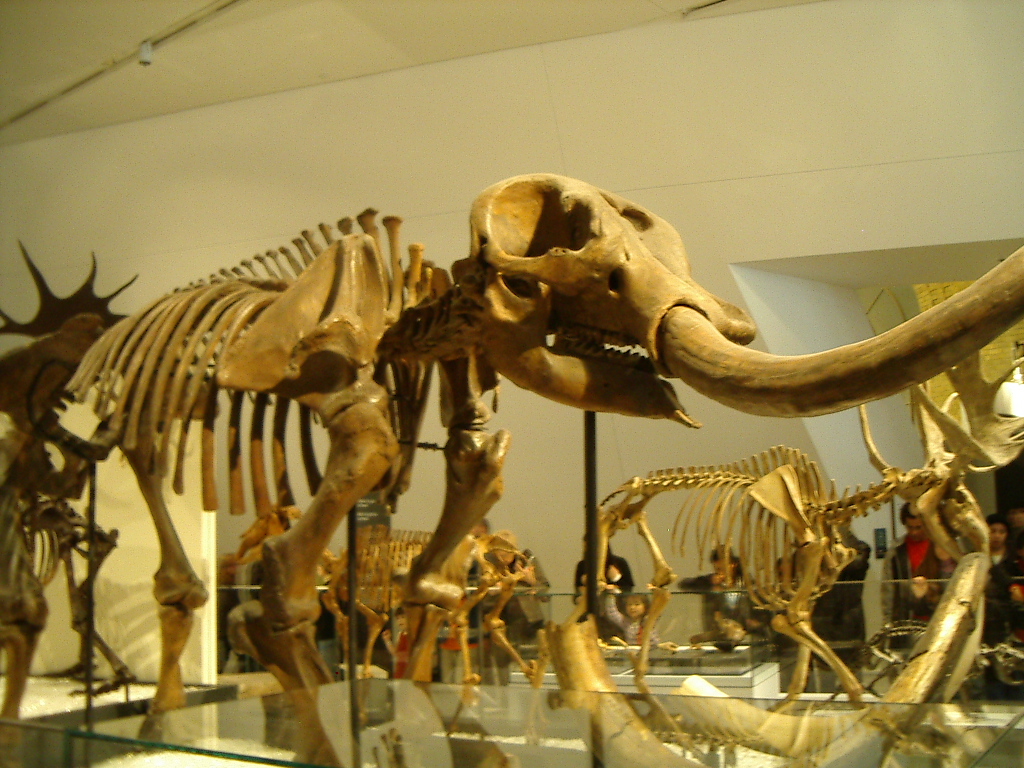
Los mastodontes se hallaban presentes en Norteamérica y Sudamérica siendo uno de los grupos migrantes más exitosos antes de la extinción del Pleistoceno.

Esta extinción en masa borró de la faz de la Tierra a algunos de los más exitosos emigrantes del gran Intercambio, al igual que a especies que no emigraron. Pampaterios, gliptodontes, megaterios, équidos, proboscídeos, lobos gigantes, leones y dientes de sable desaparecieron en ambos subcontinentes. Los últimos meridiungulados también desaparecieron, al igual que los castores gigantes, cuones, guepardos nativos, dientes de cimitarra, la mayoría de las especies de antilocápridos, bóvidos, cérvidos, tapires y pecaríes, nativas de Norteamérica. Algunos grupos de animales desaparecieron de gran parte de su área de distribución o incluso de su área de origen; pero sobrevivieron exiliándose en lugares aislados. Ejemplos de ello son los pumas y jaguares, los cuales desaparecieron temporal o definitivamente de Norteamérica, y sobrevivieron exiliados en Sudamérica. Un ejemplo drástico de reducción de hábitat fue el de los capibaras, los cuales desaparecieron de gran parte de las áreas que ocuparon en un tiempo, sobreviviendo solamente en los humedales de la cuenca amazónica. Otros grupos en el exilio son los camélidos andinos (llamas, vicuñas y parientes), tapires y osos del género Tremarctos, los cuales son nativos de Norteamérica; pero sobrevivieron aislados en Sudamérica, habiendo desaparecido del norte.

### El impacto de la extinción

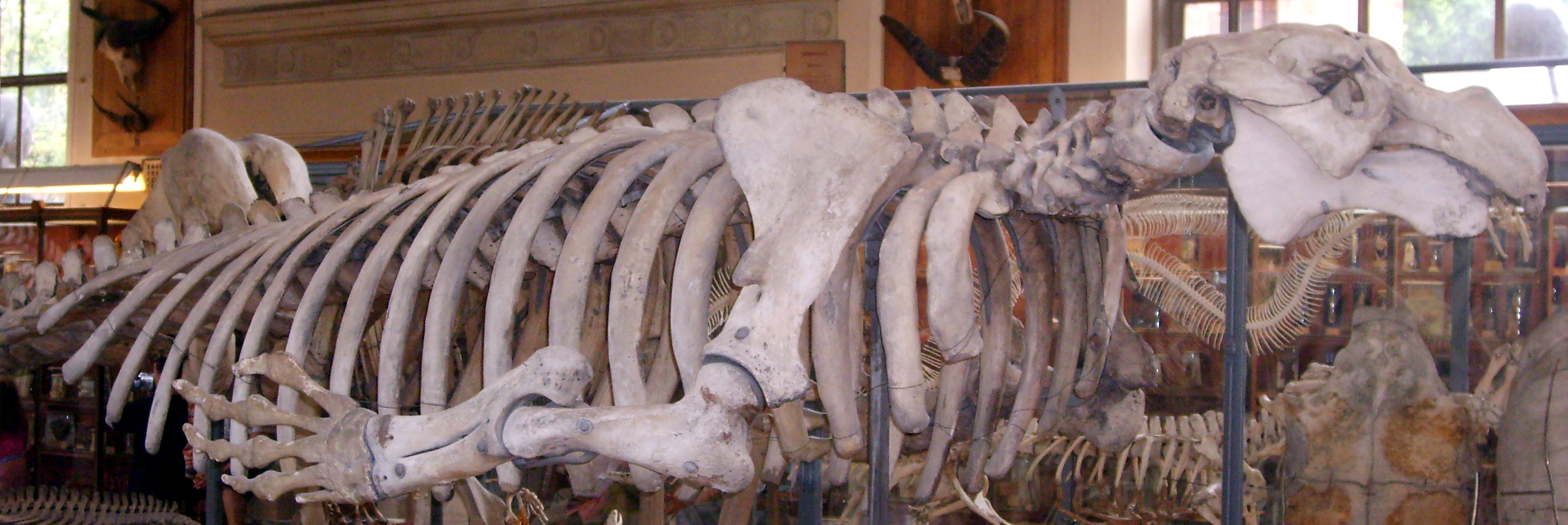
La vaca marina de Steller (Hydrodamalis gigas) fue un sirenio gigante endémico de la isla Bering, parte de las islas del Comandante.

El resultado de esta extinción sobre la fauna del continente fue abrumador. Todo animal con un peso mayor de media tonelada desapareció con excepción del bisonte americano, el cual llega a alcanzar la tonelada de peso. Esta extinción eliminó a todos los inmigrantes sureños en el norte con un peso mayor a 15 kg (aproximadamente la talla de un ursón grande), a todo animal nativo sudamericano mayor de 65 kg (la talla de un capibara o un yurumí) y a todo inmigrante norteño en Sudamérica mayor de 450 kg (la talla de un gran tapir).

#### La extinción insular

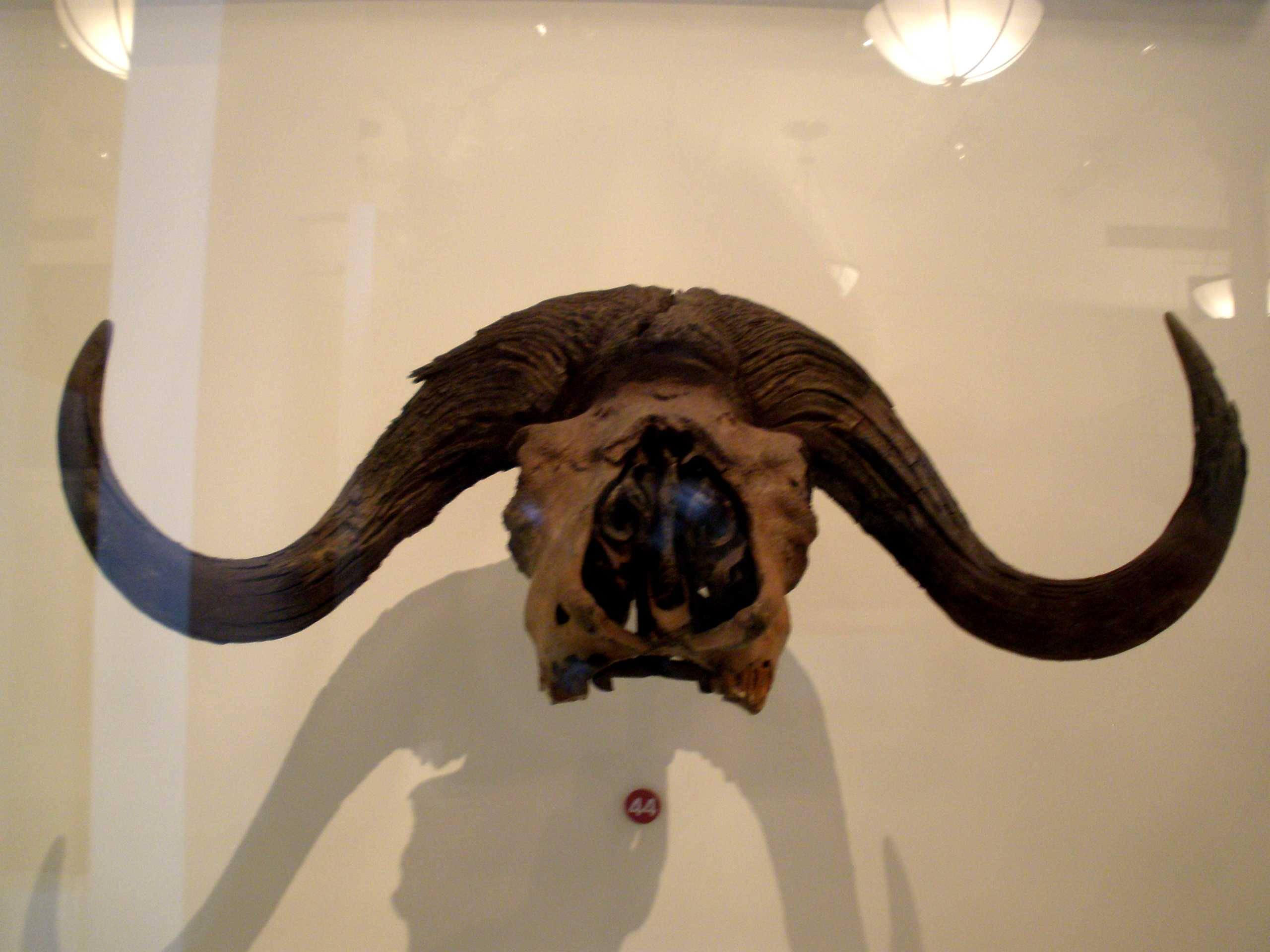
Bootherium bombifrons (en), un pariente del buey almizclero víctima de la extinción del Pleistoceno.

Después este periodo se presentó otra fuerte disminución de la megafauna no solo en la América continental, sino también en las regiones insulares del continente. Entre las especies víctimas de este fenómeno fueron los perezosos gigantes de las Antillas Mayores, las vacas marinas de Steller de las Islas del Comandante y los mamuts de las islas Pribilof y las islas del Canal de California. Siendo un último reducto del mamut lanudo las primeras y hogar del mamut pigmeo las segundas.

### Expansión humana y retroceso glacial
La cercanía cronológica entre el calentamiento del clima y la expansión del hombre moderno con la extinción de la megafauna del continente americano han hecho que estos eventos sean vistos como fuertes sospechosos de la causa de la extinción. Las teorías sobre una extinción causada por el hombre siguen siendo uno de los pilares centrales del debate sobre la extinción al final del Pleistoceno.
El hecho de que las extinciones no solo ocurrieran en las zonas climáticas directamente afectadas por el cambio climático, eliminaba la teoría de una mecanismo de extinción global basado en el clima. A pesar de que el cambio climático fue global, tuvo un efecto mínimo en regiones como el África tropical y Asia meridional donde la megafauna sigue coexistiendo con los humanos.
Después del fin de la glaciación las comunidades faunísticas anteriormente unidas de Eurasia y Norteamérica quedaron separadas por el recién surgido estrecho de Bering; mientras que las comunidades norteamericanas desaparecieron, las euroasiáticas lograron mantenerse. Animales como los cuones, saigas y leones, estuvieron presentes en Norteamérica, pero desaparecieron al final del Pleistoceno. Otros animales como los équidos, camélidos y tapires, son oriundos del Norteamérica pero desaparecieron de ésta en el mismo periodo, sobreviviendo en Eurasia los tres grupos, y en Sudamérica los dos últimos. Ejemplo de ello es el tapir malayo, inmigrante de origen norteamericano en el Sureste Asiático. Un caso aparte es del buey almizclero, el cual desapareció en Eurasia pero sobrevivió en la región ártica de Norteamérica, siendo la única especie sobreviviente de la tribu Ovibovini, a la cual también pertenecían géneros como Bootherium y Euceratherium.
En cuanto a los grupos norteamericanos exiliados en Sudamérica, su supervivencia se ha tratado de explicar gracias a la geografía del subcontinente meridional. Camélidos, grandes felinos, tapires y otros exiliados deben aparentemente su supervivencia a la barrera natural de los Andes y a la inmensa extensión de la selva tropical de la cuenca amazónica.

## Principales intercambios

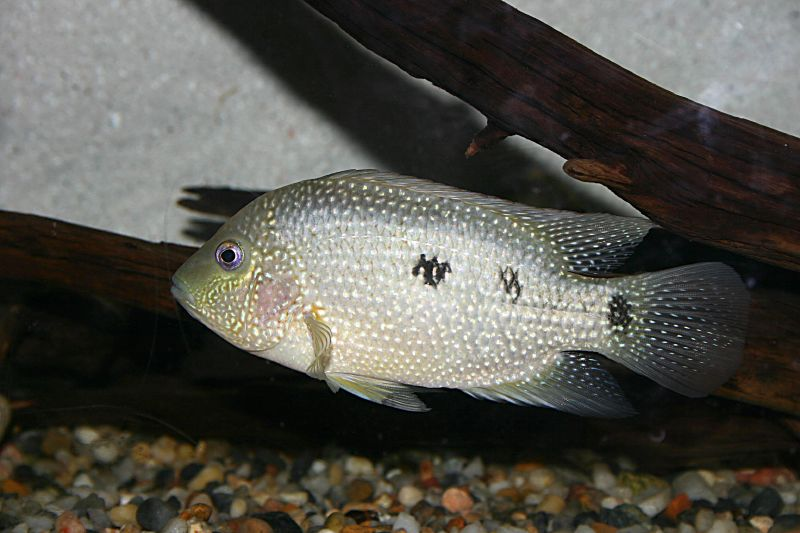
Herichthys cyanoguttatus (Ciclido del Río Bravo).

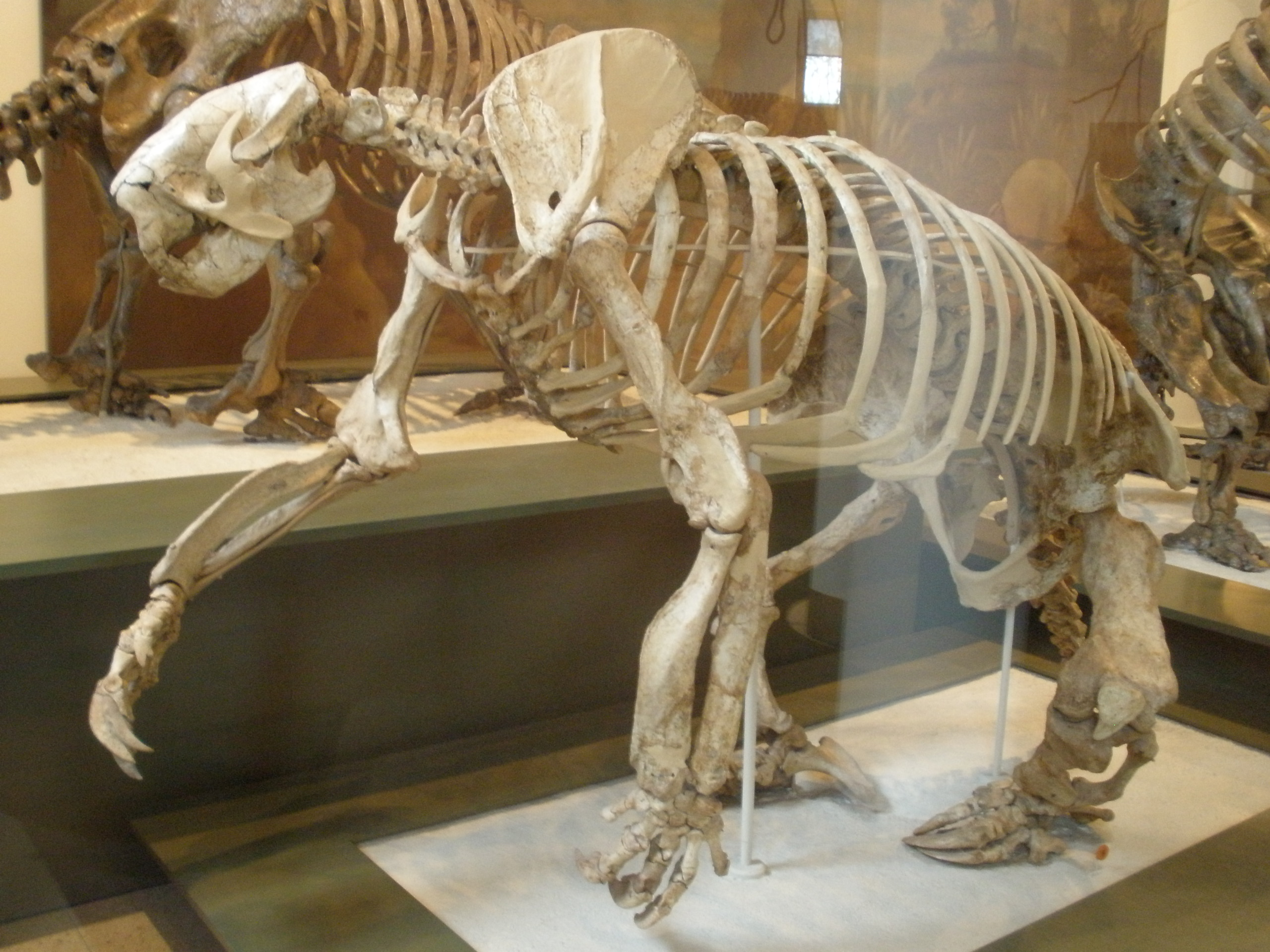
Megalonyx (Perezoso gigante).

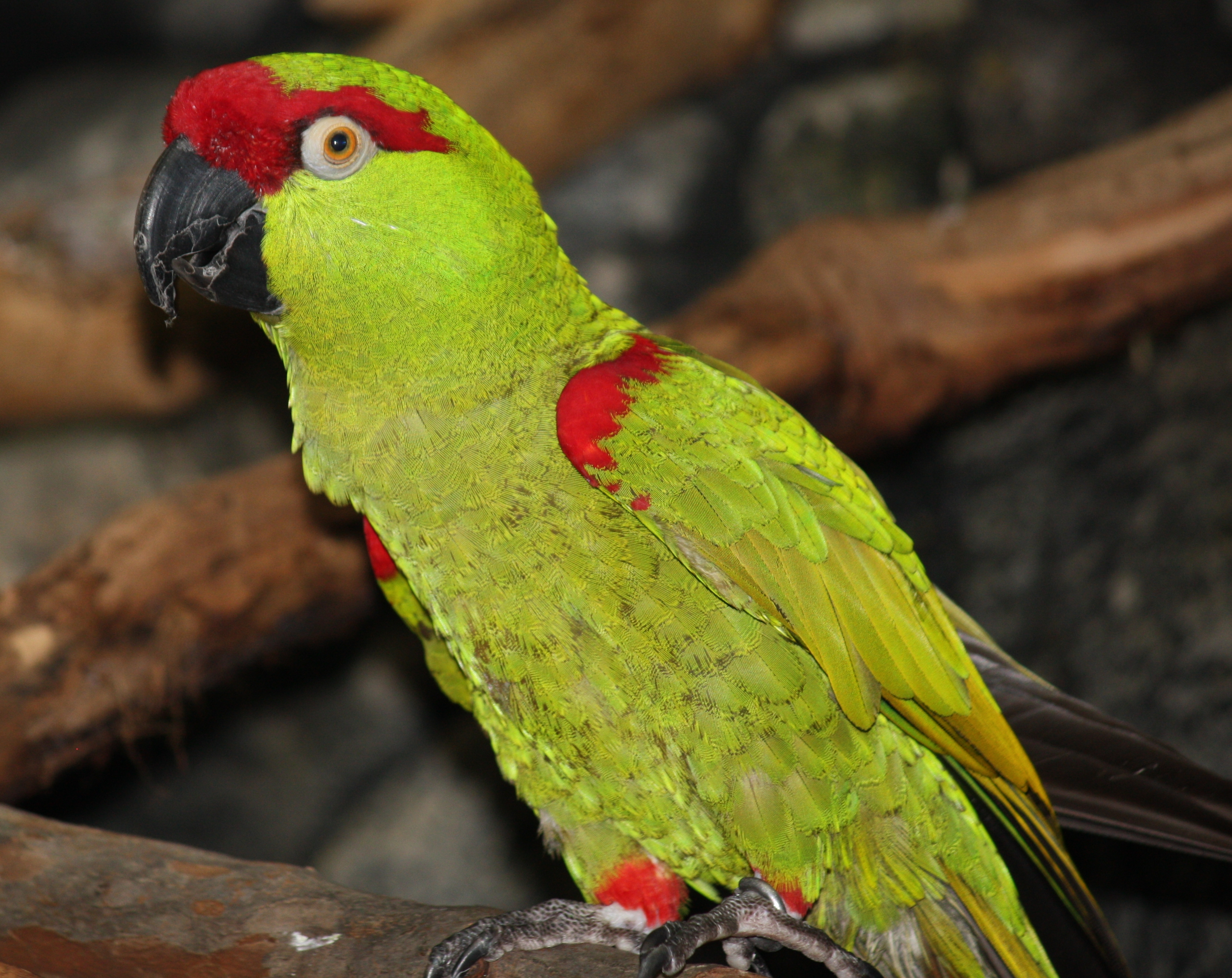
Rhynchopsitta pachyrhyncha (Cotorra serrana).

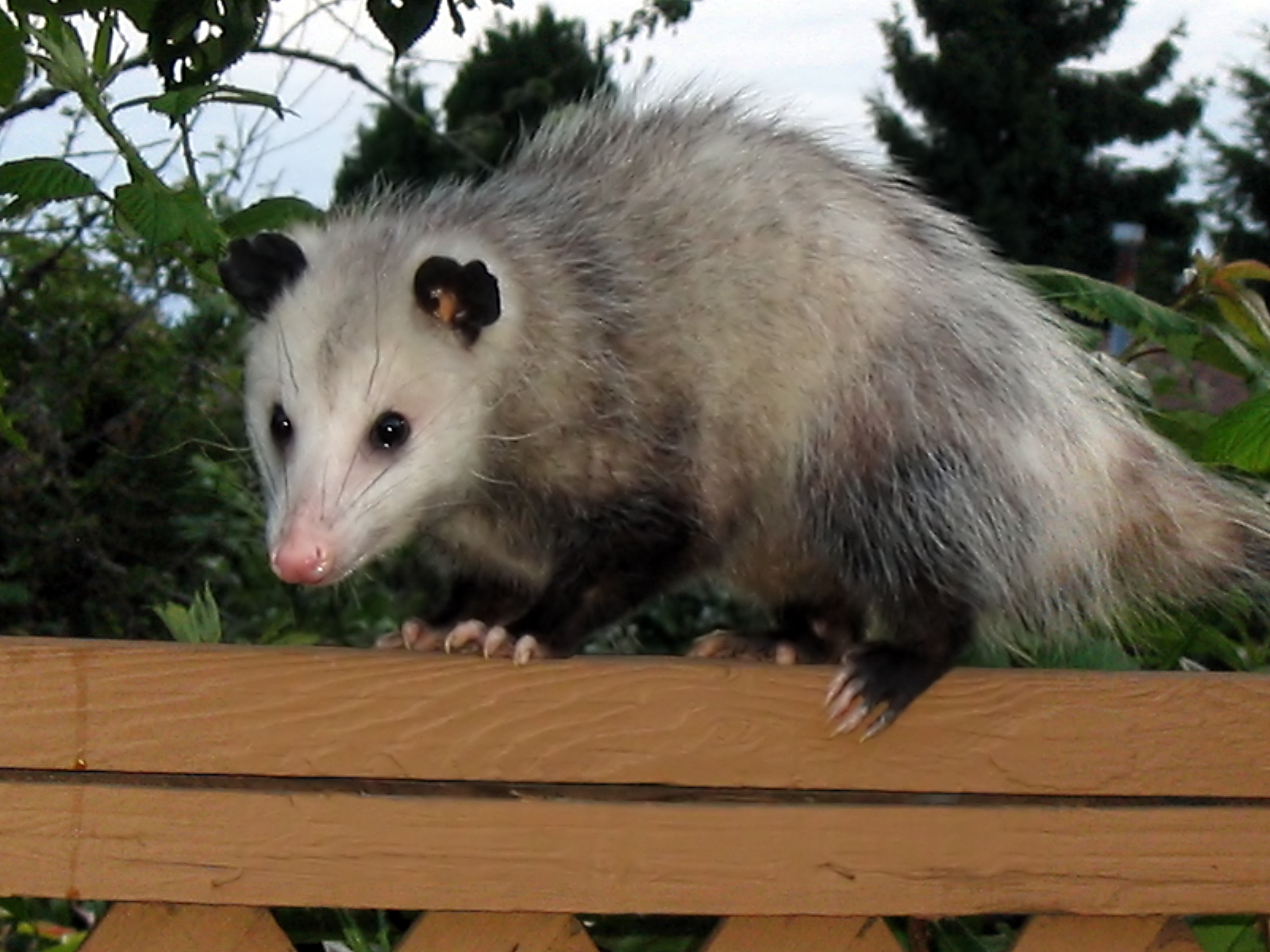
Didelphis virginiana (Zarigüeya).

La moderna fauna americana es resultado del gran intercambio y la extinción que le siguió, a continuación se muestran algunas de las especies vivientes y extintas; ya sean fósiles o extintas por la actividad humana, que fueron parte o resultado del intercambio.

### Inmigrantes sudamericanos con presencia al norte de Centroamérica
- Cíclidos (ej. Herichthys cyanoguttatus o cíclido del Río Bravo) - Peces de agua dulce, tolerantes a condiciones salobres
- Tlacuache o Zarigüeya de Virginia
- Armadillos (ej. Dasypus novemcinctus, †Dasypus bellus, †Pachyarmatherium leiseyi)
- Pampaterios (ej. †Plaina, †Holmesina) - Parientes del armadillo
- Gliptodontes (ej. †Glyptotherium)
- Megaloníquidos (ej. †Pliometanastes, †Megalonyx)
- Milodóntidos (ej.†Thinobadistes, †Glossotherium, †Paramylodon)
- Megaterios (ej. †Eremotherium, †Nothrotheriops)
- Ursones (ej. Erethizon dorsatum, †Erethizon poyeri, †Erethizon kleini)
- Cávidos de tipo capibara (ej. †Neochoerus pinckneyi, †Neochoerus aesopi)
- Vampiros (ej. †Desmodus stocki, †Desmodus archaeodaptes)
- Lobo gigante - (†) Descendiente de inmigrantes norteamericanos
- Puma - Exiliado en Sudamérica, regresó después de la extinción de las comunidades del norte[12]
- Aves del terror (ej. †Titanis walleri)
- Colibríes
- Tángaras - Descendientes de aves inmigrantes norteamericanas
- Tiránidos
- Loros (ej. Tribu Arini: Rhynchopsitta pachyrhyncha, †Conuropsis carolinensis)

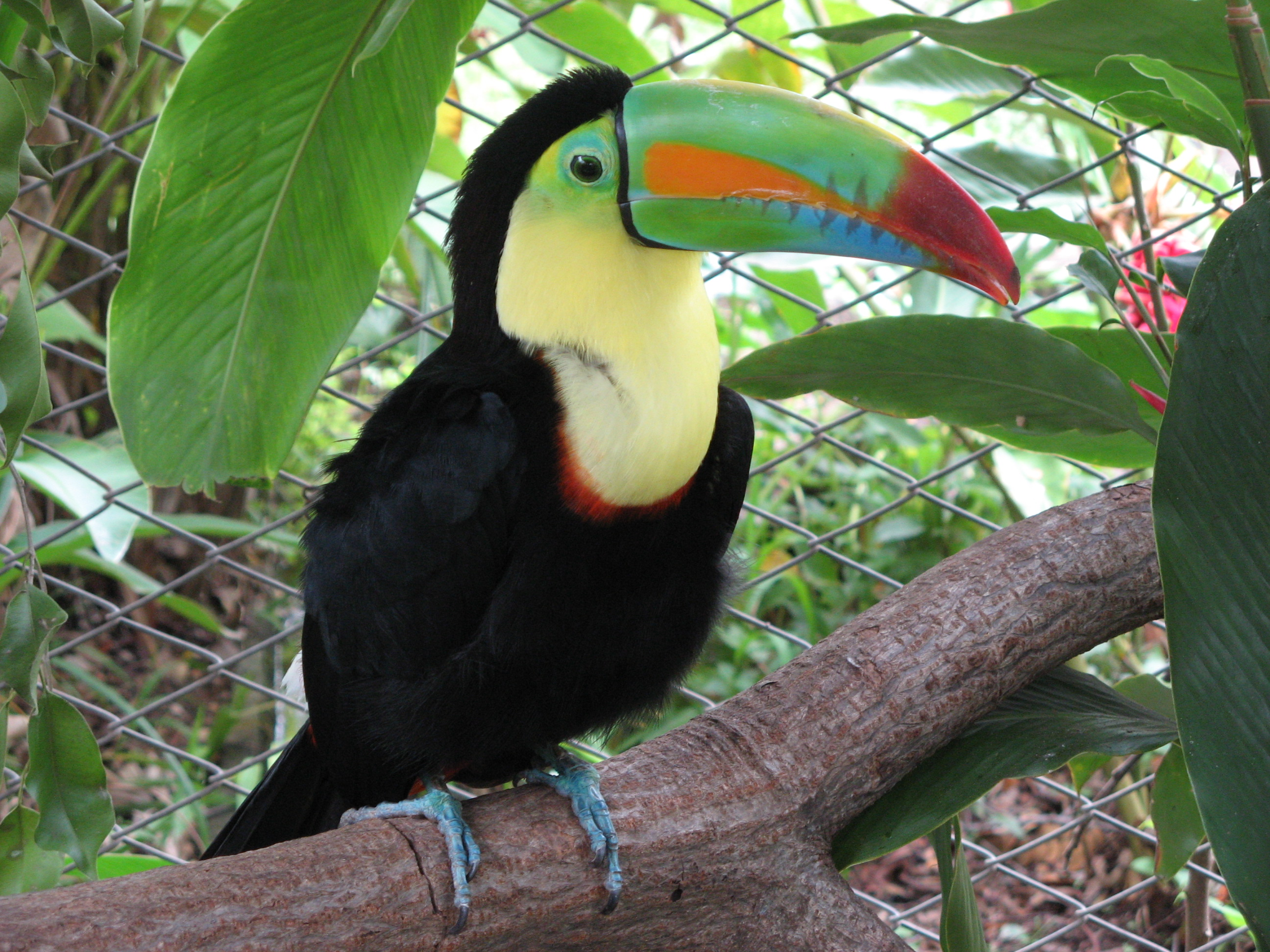
Ramphastos sulfuratus (Tucán de pico verde).

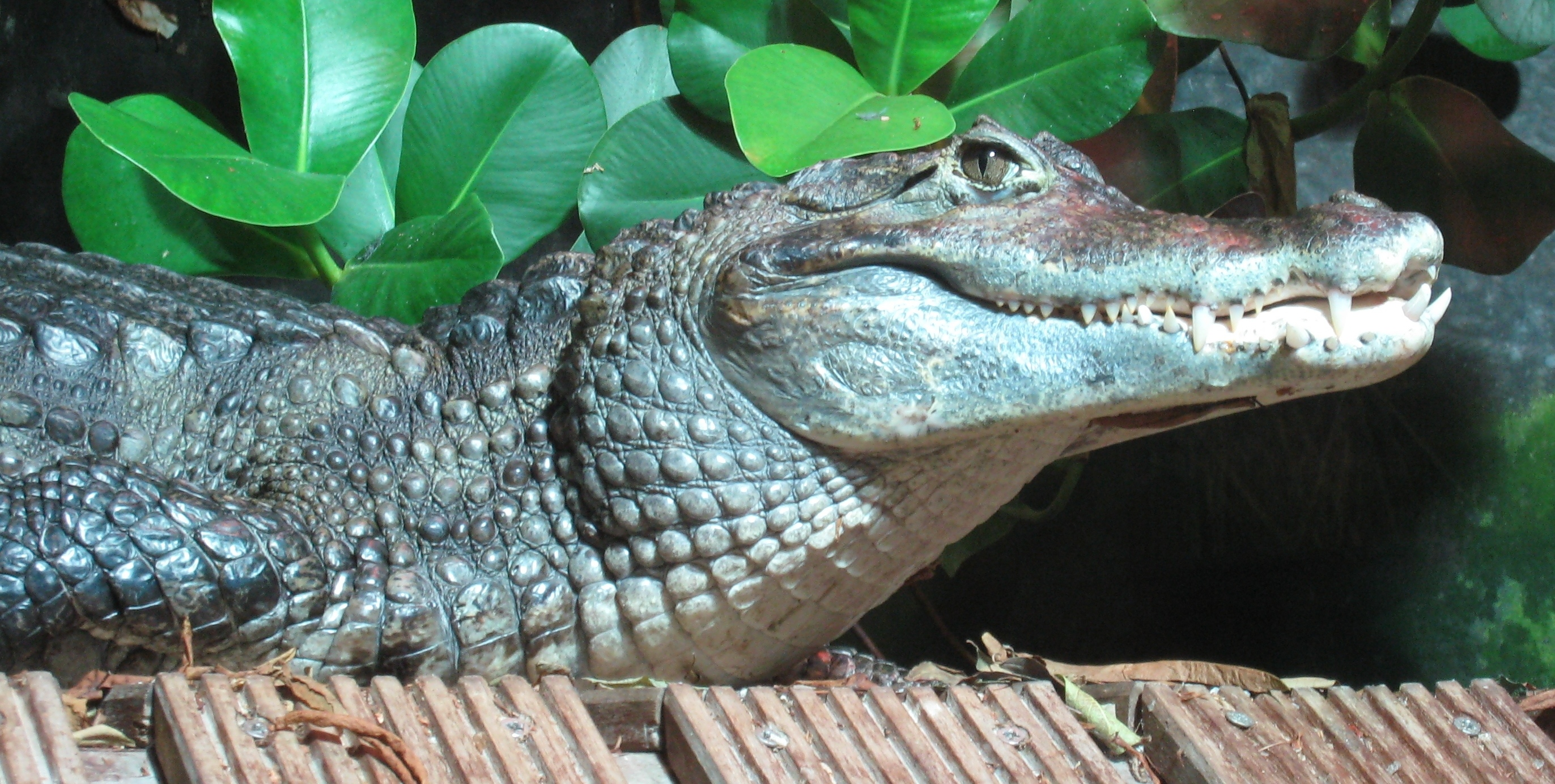
Caiman cocodrilus (Caimán de anteojos).

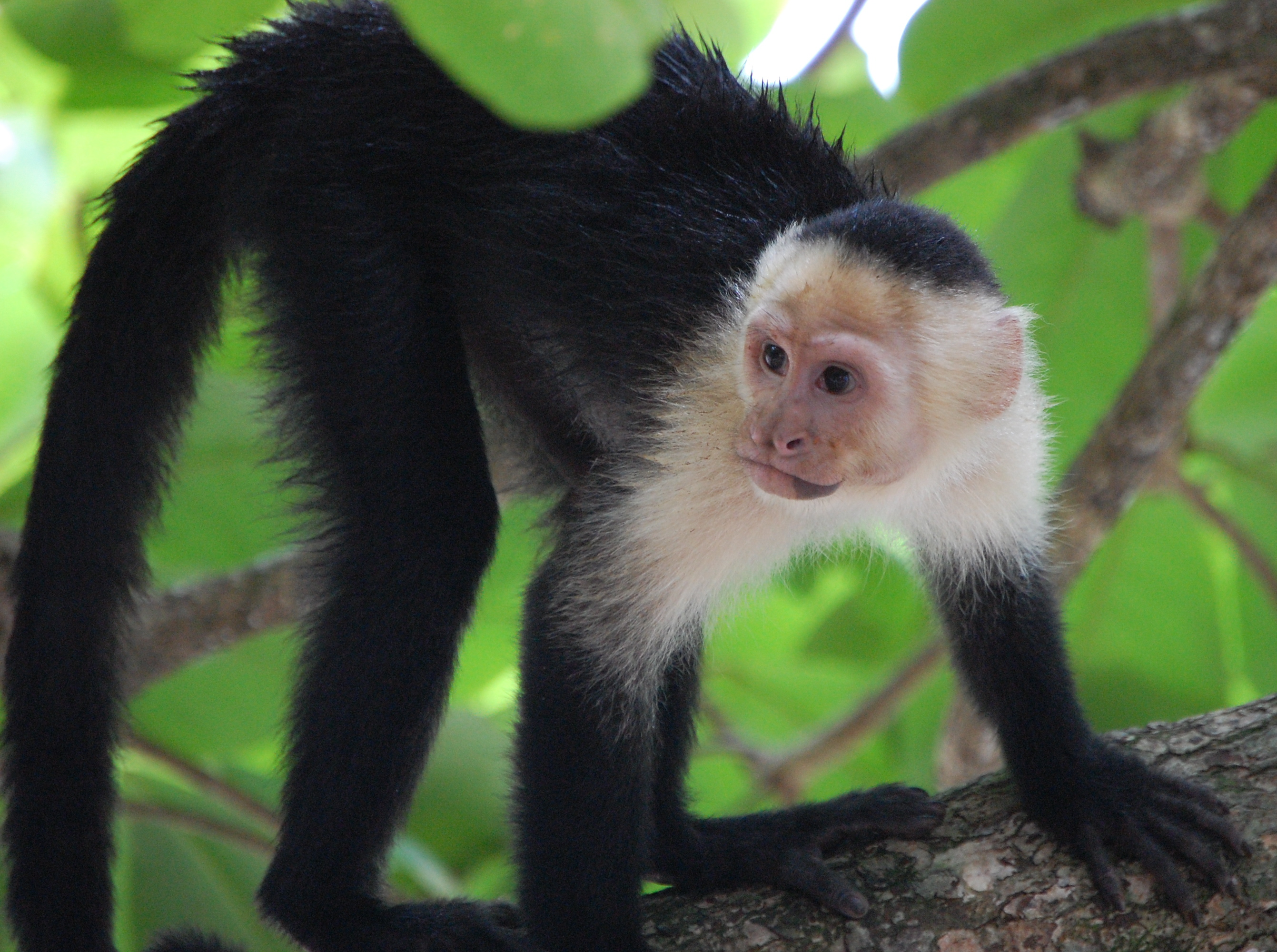
Cebus capuchinus (Capuchino de cara blanca).

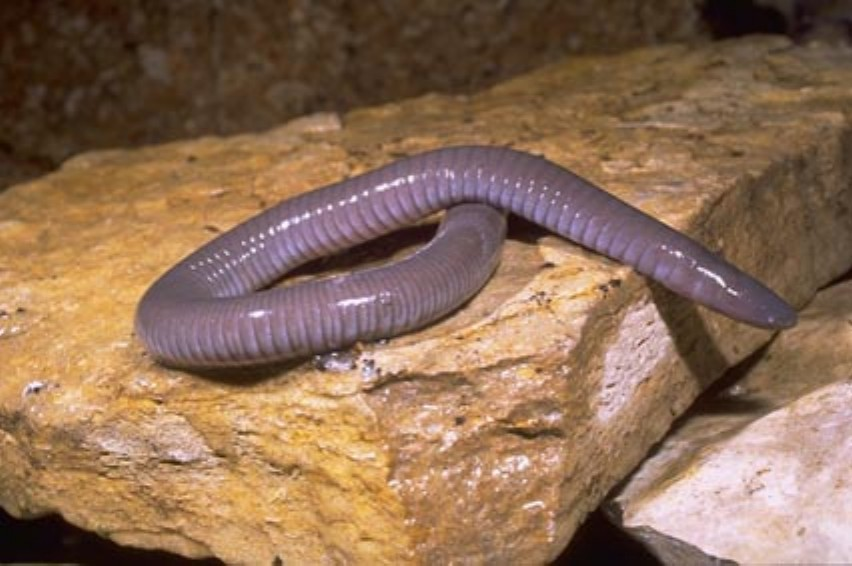
Dermophis mexicana (Tapalcua).

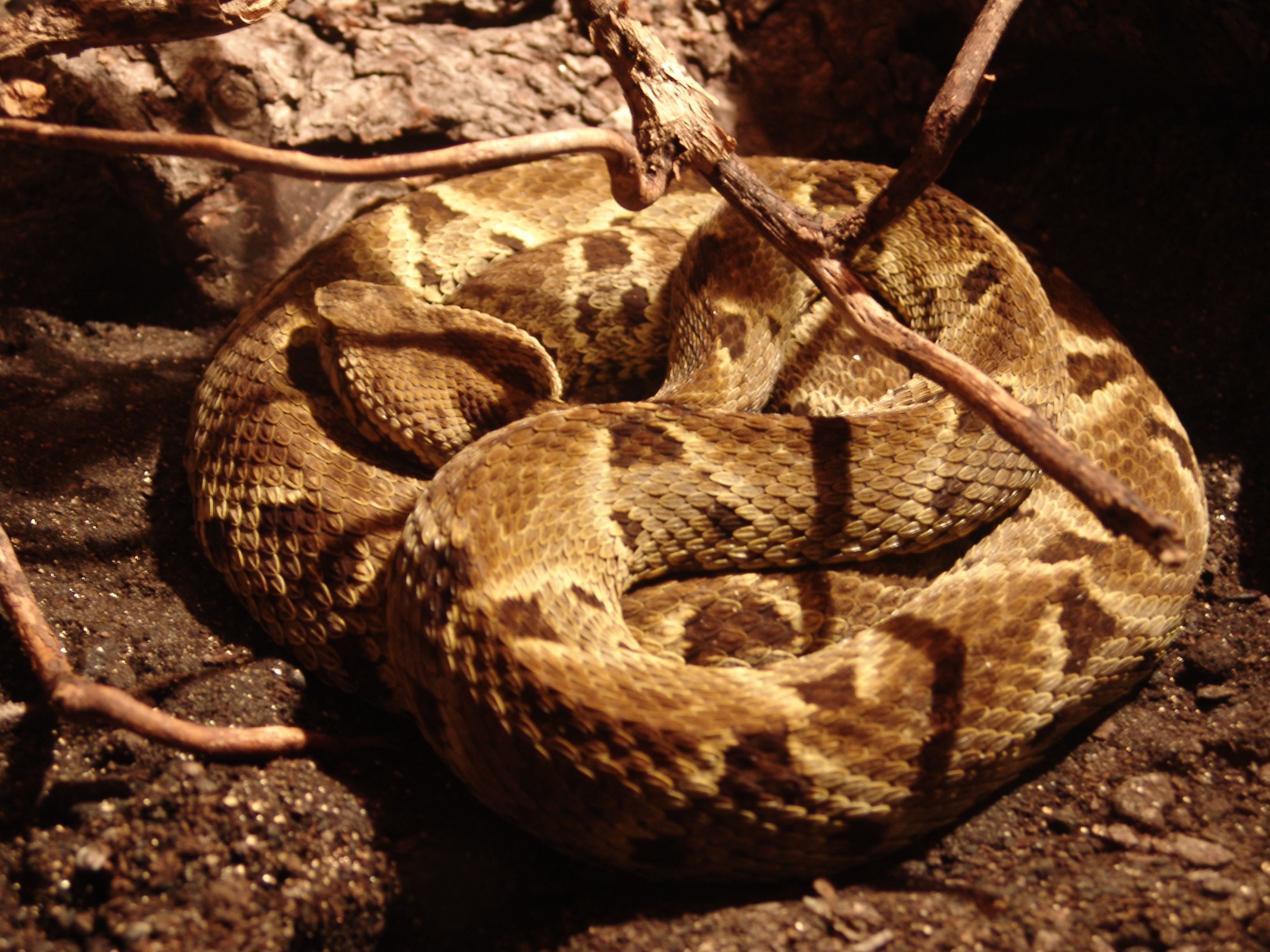
Bothrops atrox (Mapanare).

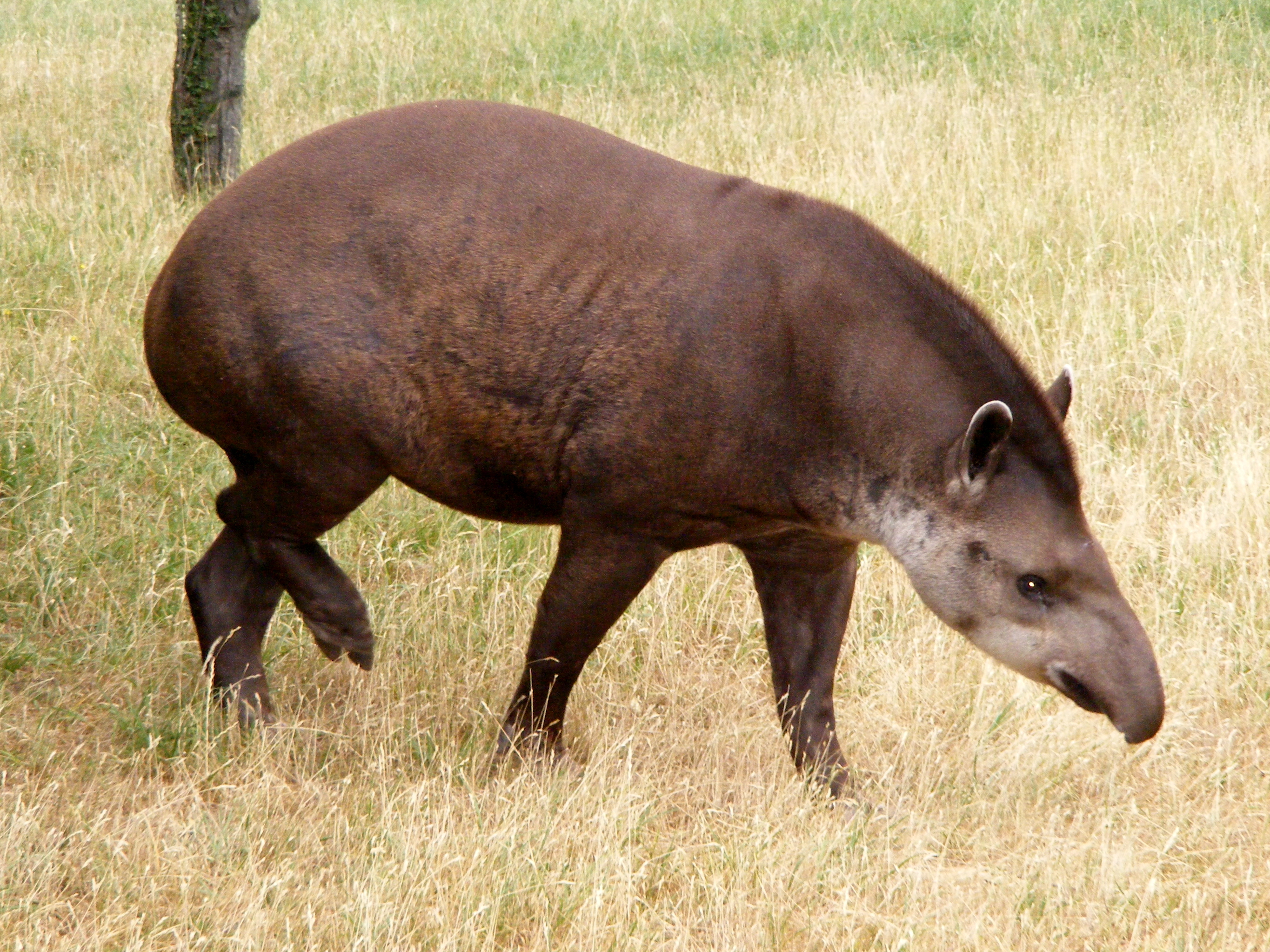
Tapirus terrestris (Tapir).

### Inmigrantes sudamericanos sin presencia al norte de Centroamérica
- Opiliones - orden Gonyleptoidea
- Peces eléctricos - orden Gymnotiformes
- Cecilias (ej. Caecilia, Dermophis, Gymnopis, Oscaecilia) - Anfibios ápodos
- Ranas dardo
- Boas
- Caimán de anteojos
- Otros didelfinos (ej. Marmosa, Tlacuatzin)
- Armadillo de cola pelona (Cabassous centralis)
- Perezoso de dos dedos de Hoffmann
- Perezosos de tres dedos (ej. Bradypus variegatus, Bradypus pygmaeus)
- Serafín del platanar - Hormiguero pigmeo
- Oso hormiguero gigante
- Tamanduas
- Toxodontes - género Mixotoxodon
- Urson de Rothschild (Coendou rothschildi) y coendú arborícola enano mexicano (Sphiggurus mexicanus)
- Monos platirrinos (ej. Alouatta, Cebus)

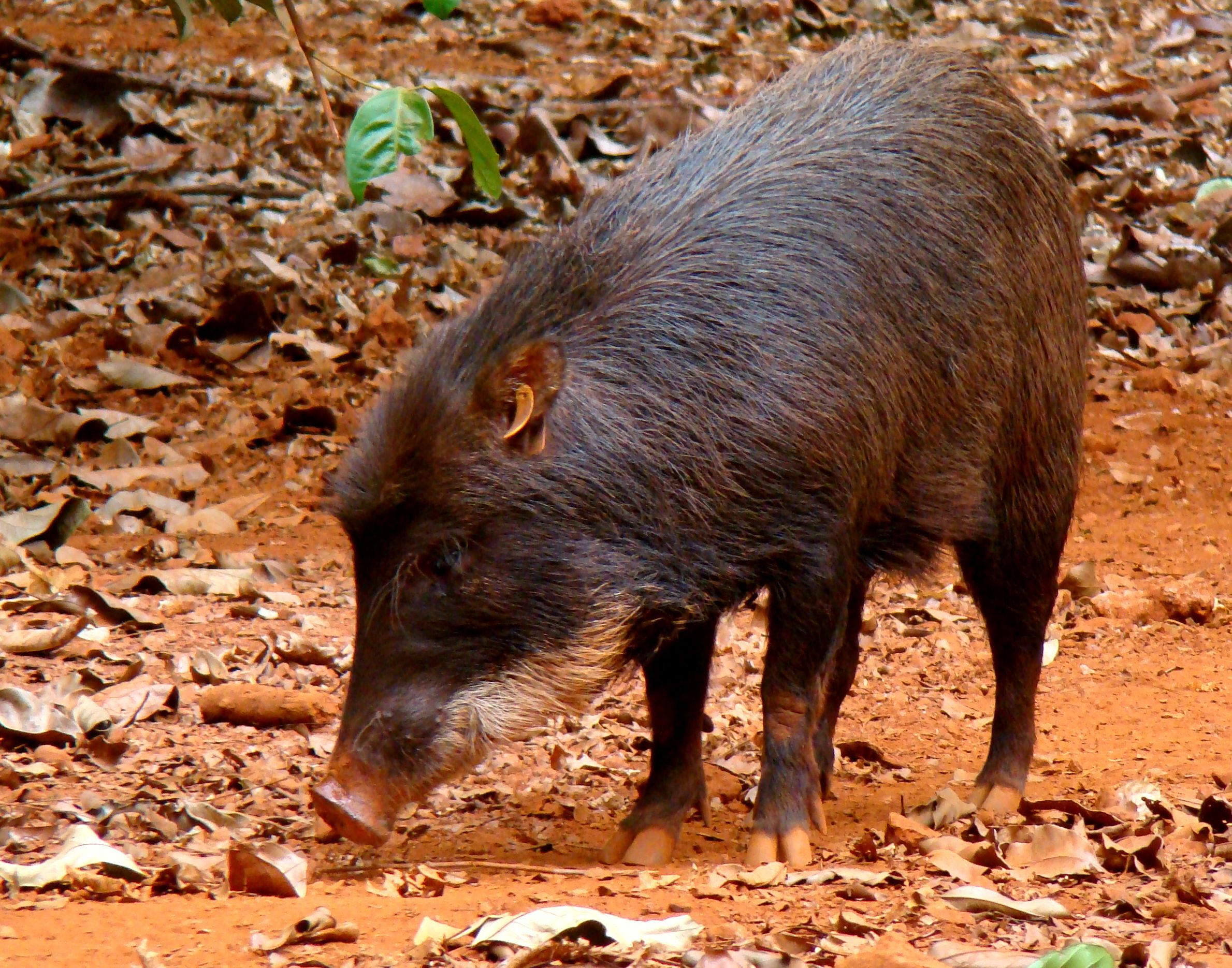
Tayassu pecari (Pecarí de barba blanca).

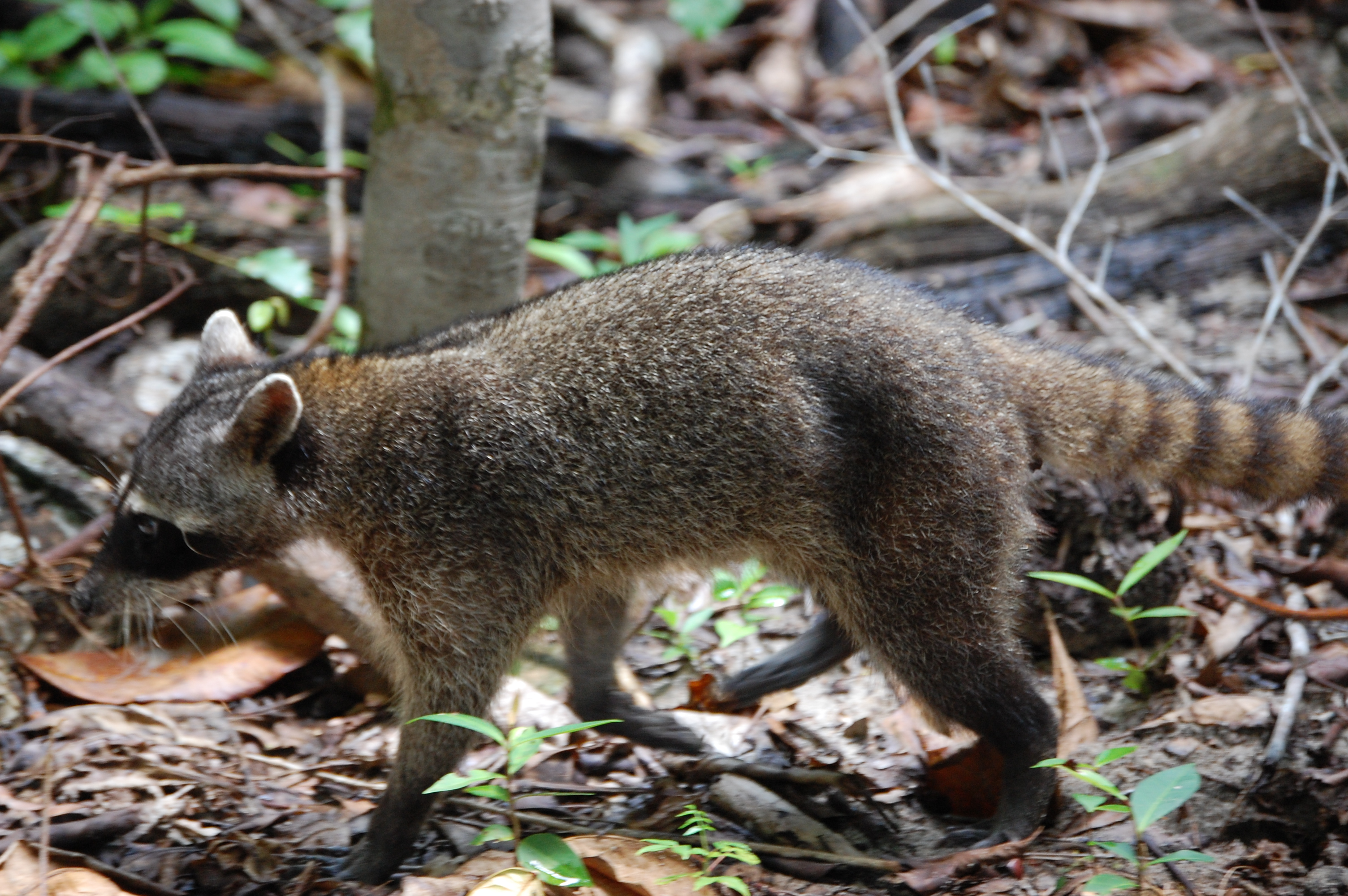
Procyon cancrivorus (Mapache cangrejero).

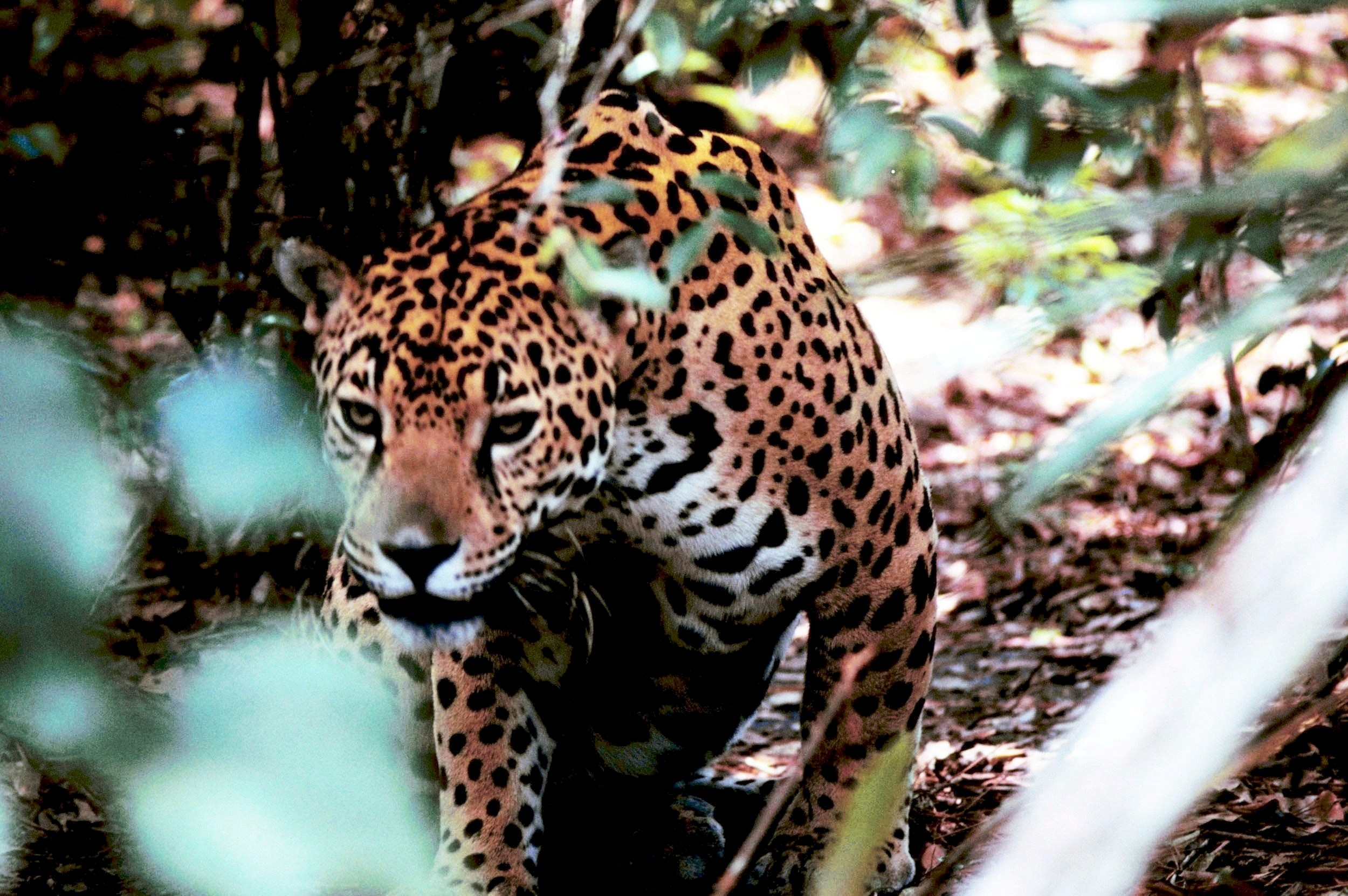
Panthera onca (Jaguar).

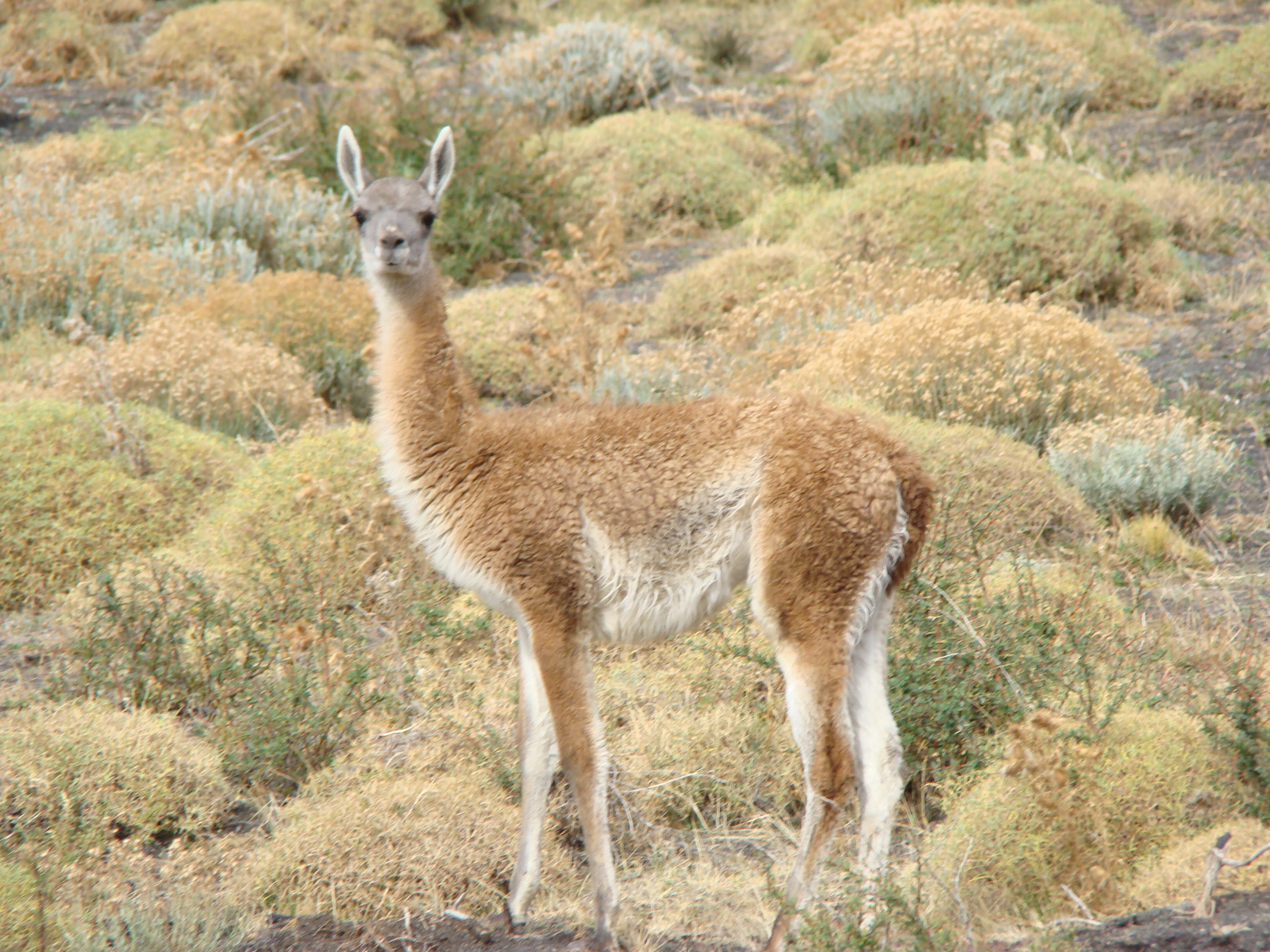
Lama guanicoe (Guanaco).

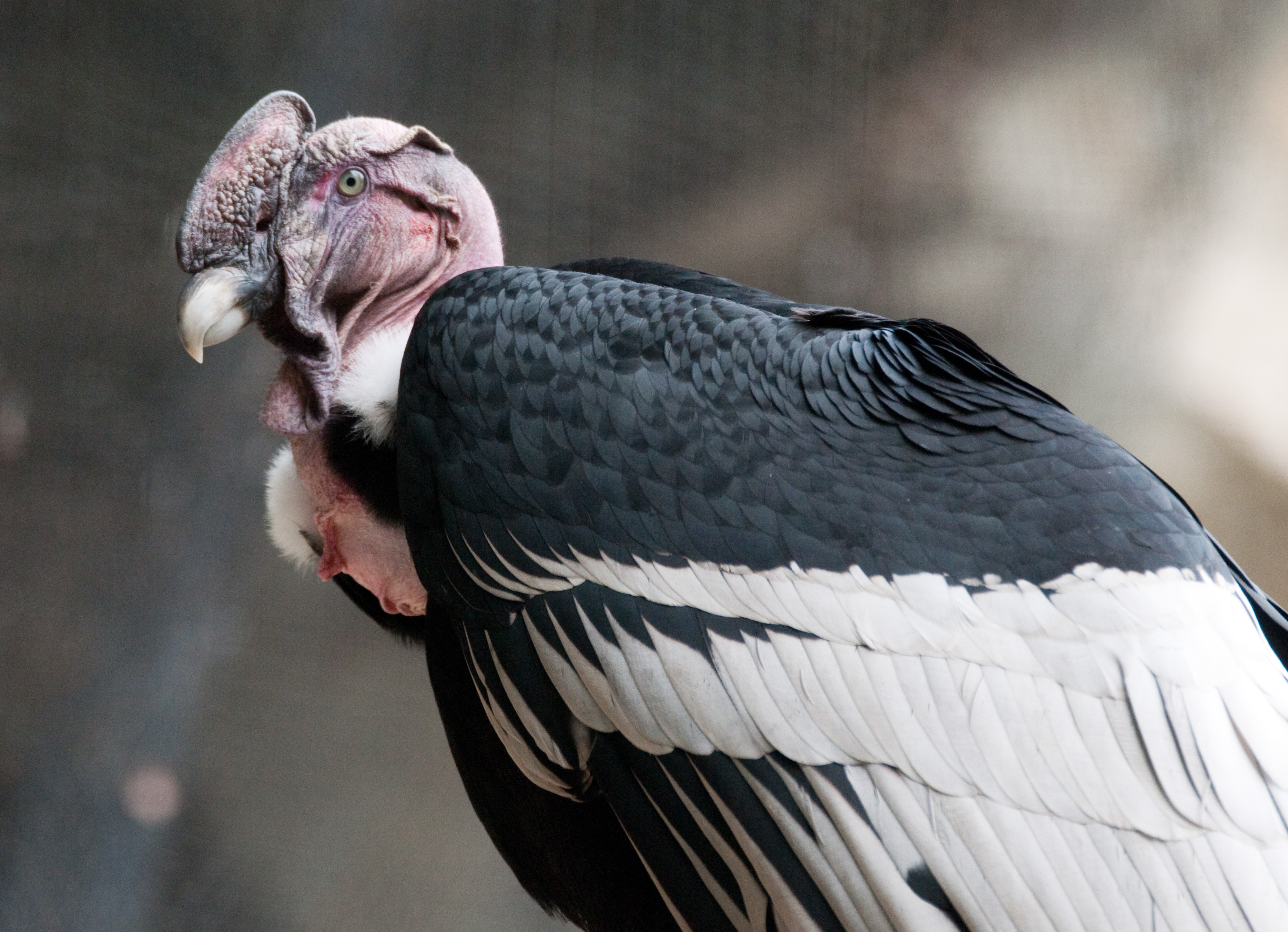
Vultur gryphus (Cóndor andino).

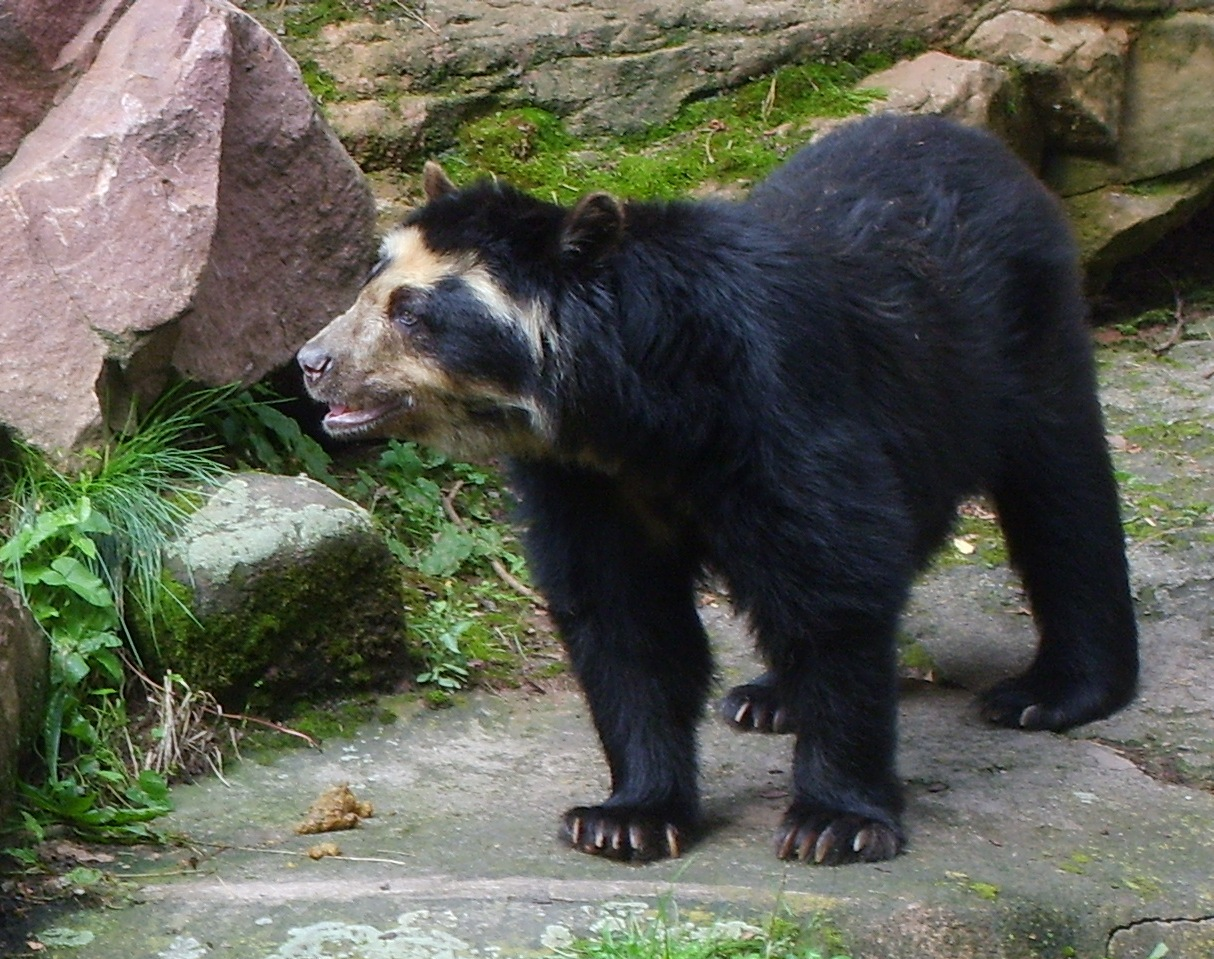
Tremarctos ornatus (Oso de anteojos).

- Tucanes
- Tinamúes
- Hoco faisán

### Inmigrantes norteamericanos en Sudamérica
- Salamandras apulmonadas (ej. Bolitoglossa, Oedipina)
- Coralillos
- Crótalo tropical
- Jararaca y parientes
- Surucucú y parientes
- Otros crótalinos (ej. Bothriopsis)
- Musarañas (género Cryptotis)
- Tuzas (Orthogeomys thaeleri)
- Roedores de la familia Heteromyidae
- Cricétidos (subfamilia Sigmodontinae)
- Trogónidos (ej. Trogon)
- Ardillas (ej. Sciurus, Microsciurus, Sciurillus)
- Conejos cola de algodón (ej. Sylvilagus brasiliensis, Sylvilagus floridanus)
- Tapires (ej. Tapirus bairdii, Tapirus pinchaque, Tapirus terrestris)
- Équidos (†Hippidion, †Equus scotti)
- Pecaríes (ej. Tayassu pecari, Catagonus wagneri, Tayassu tajacu)
- Ciervos (ej. Odocoileus, Blastocerus, Ozotoceros, Mazama, Pudu, Hippocamelus)
- Camélidos (géneros Lama, Vicugna)
- Gonfotéridos (ej. †Cuvieronius hyodon, †Stegomastodon platensis) - Parientes del elefante
- Nutrias (ej. Lontra, Pteronura brasiliensis)
- Otros mustélidos (ej. Eira barbara, Lyncodon patagonicus, Mustela felipei)
- Mofetas (género Conepatus)
- Coatíes
- Mapaches
- Otros prociónidos (ej. Bassaricyon, Potos, Nasuella, †Cyonasua, †Chapalmalania)
- Osos de cara corta (ej. Tremarctos ornatus, †Arctotherium)
- Cánidos (ej. Atelocynus microtis, Cerdocyon thous, Pseudalopex, Chrysocyon brachyurus, Speothos venaticus, Urocyon cinereoargenteus)
- Felinos menores (género Leopardus)
- Jaguar
- León (†)
- Dientes de cimitarra
- Dientes de sable (ej. Smilodon populator)
- Jaguarundí
- Cóndor
- Otras aves de rapiña (ej. Coragyps atratus, Sarcoramphus papa)